# Missioni Cosmos 1981-1990
La lista comprende tutti i satelliti lanciati tra il 1981 e il 1990 che hanno ricevuto la denominazione Cosmos, con il relativo vettore. 

## 1981
| Designazione | Nome        | NSSDC ID  | Data         | Lanciatore       | Funzione                                                                  |
| ------------ | ----------- | --------- | ------------ | ---------------- | ------------------------------------------------------------------------- |
| Cosmos 1237  | Zenit-6     | 1981-001A | 6 gennaio    | Soyuz-U 11A511U  | satellite da ricognizione                                                 |
| Cosmos 1238  | Taifun-1    | 1981-003A | 16 gennaio   | Kosmos-3M 11K65M | satellite bersaglio per sistemi antiaerei e antimissilistici              |
| Cosmos 1239  | Zenit-4MT   | 1981-004A | 16 gennaio   | Soyuz-U 11A511U  | satellite da ricognizione                                                 |
| Cosmos 1240  | Yantar-2K   | 1981-005A | 20 gennaio   | Soyuz-U 11A511U  | satellite da ricognizione                                                 |
| Cosmos 1241  | Lira        | 1981-006A | 21 gennaio   | Kosmos-3M 11K65M | satellite bersaglio per l'sistema antisatellite Istrebitel Sputnikov (IS) |
| Cosmos 1242  | Tselina-D   | 1981-008A | 27 gennaio   | Vostok-2M 8A92M  | satellite militare ELINT                                                  |
| Cosmos 1243  | IS          | 1981-010A | 2 febbraio   | Tsyklon-2 11K69  | sistema antisatellite Istrebitel Sputnikov (IS)                           |
| Cosmos 1244  | Parus       | 1981-013A | 12 febbraio  | Kosmos-3M 11K65M | navigazione satellitare e telecomunicazioni satellitari militare          |
| Cosmos 1245  | Zenit-6     | 1981-014A | 13 febbraio  | Soyuz-U 11A511U  | satellite da ricognizione                                                 |
| Cosmos 1246  | Yantar-1KFT | 1981-015A | 18 febbraio  | Soyuz-U 11A511U  | satellite da ricognizione                                                 |
| Cosmos 1247  | Oko         | 1981-016A | 19 febbraio  | Molniya-M 8K78M  | Missile early warning                                                     |
| Cosmos 1248  | Yantar-2K   | 1981-020A | 5 marzo      | Soyuz-U 11A511U  | satellite da ricognizione                                                 |
| Cosmos 1249  | US-A        | 1981-021A | 5 marzo      | Tsyklon-2 11K69  | satellite da ricognizione                                                 |
| Cosmos 1250  | Strela-1M   | 1981-022A | 6 marzo      | Kosmos-3M 11K65M | satellite per telecomunicazioni militare                                  |
| Cosmos 1251  | Strela-1M   | 1981-022B | 6 marzo      | Kosmos-3M 11K65M | satellite per telecomunicazioni militare                                  |
| Cosmos 1252  | Strela-1M   | 1981-022C | 6 marzo      | Kosmos-3M 11K65M | satellite per telecomunicazioni militare                                  |
| Cosmos 1253  | Strela-1M   | 1981-022D | 6 marzo      | Kosmos-3M 11K65M | satellite per telecomunicazioni militare                                  |
| Cosmos 1254  | Strela-1M   | 1981-022E | 6 marzo      | Kosmos-3M 11K65M | satellite per telecomunicazioni militare                                  |
| Cosmos 1255  | Strela-1M   | 1981-022F | 6 marzo      | Kosmos-3M 11K65M | satellite per telecomunicazioni militare                                  |
| Cosmos 1256  | Strela-1M   | 1981-022G | 6 marzo      | Kosmos-3M 11K65M | satellite per telecomunicazioni militare                                  |
| Cosmos 1257  | Strela-1M   | 1981-022H | 6 marzo      | Kosmos-3M 11K65M | satellite per telecomunicazioni militare                                  |
| Cosmos 1258  | IS          | 1981-024A | 14 marzo     | Tsyklon-2 11K69  | sistema antisatellite Istrebitel Sputnikov (IS)                           |
| Cosmos 1259  | Zenit-6     | 1981-026A | 17 marzo     | Soyuz-U 11A511U  | satellite da ricognizione                                                 |
| Cosmos 1260  | US-P        | 1981-028A | 20 marzo     | Tsyklon-2 11K69  | satellite da ricognizione radar                                           |
| Cosmos 1261  | US-K        | 1981-031A | 31 marzo     | Molniya-M 8K78M  | Missile early warning                                                     |
| Cosmos 1262  | Zenit-6     | 1981-032A | 7 aprile     | Soyuz-U 11A511U  | satellite da ricognizione                                                 |
| Cosmos 1263  | Taifun-1    | 1981-033A | 9 aprile     | Kosmos-3M 11K65M | satellite bersaglio per sistemi antiaerei e antimissilistici              |
| Cosmos 1264  | Zenit-6     | 1981-035A | 15 aprile    | Soyuz-U 11A511U  | satellite da ricognizione                                                 |
| Cosmos 1265  | Zenit-6     | 1981-036A | 16 aprile    | Soyuz-U 11A511U  | satellite da ricognizione                                                 |
| Cosmos 1266  | US-A        | 1981-037A | 21 aprile    | Tsyklon-2 11K69  | satellite da ricognizione                                                 |
| Cosmos 1267  | TKS         | 1981-039A | 25 aprile    | Proton-K 8K72K   | Veicolo spaziale per la stazione spaziale militare Almaz                  |
| Cosmos 1268  | Zenit-6     | 1981-040A | 28 aprile    | Soyuz-U 11A511U  | satellite da ricognizione                                                 |
| Cosmos 1269  | Strela-2    | 1981-041A | 7 maggio     | Kosmos-3M 11K65M | satellite per telecomunicazioni militare                                  |
| Cosmos 1270  | Yantar-2K   | 1981-045A | 18 maggio    | Soyuz-U 11A511U  | satellite da ricognizione                                                 |
| Cosmos 1271  | Tselina-D   | 1981-046A | 19 maggio    | Vostok-2M 8A92M  | satellite militare ELINT                                                  |
| Cosmos 1272  | Zenit-6     | 1981-047A | 21 maggio    | Soyuz-U 11A511U  | satellite da ricognizione                                                 |
| Cosmos 1273  | Zenit-4MKT  | 1981-048A | 22 maggio    | Soyuz-U 11A511U  | satellite da ricognizione                                                 |
| Cosmos 1274  | Yantar-2K   | 1981-052A | 3 giugno     | Soyuz-U 11A511U  | satellite da ricognizione                                                 |
| Cosmos 1275  | Parus       | 1981-053A | 4 giugno     | Kosmos-3M 11K65M | navigazione satellitare e telecomunicazioni satellitari militare          |
| Cosmos 1276  | Zenit-4MKT  | 1981-055A | 16 giugno    | Soyuz-U 11A511U  | satellite da ricognizione                                                 |
| Cosmos 1277  | Zenit-6     | 1981-056A | 17 giugno    | Soyuz-U 11A511U  | satellite da ricognizione                                                 |
| Cosmos 1278  | US-K        | 1981-058A | 19 giugno    | Molniya-M 8K78M  | Missile early warning                                                     |
| Cosmos 1279  | Zenit-6     | 1981-062A | 1 luglio     | Soyuz-U 11A511U  | satellite da ricognizione                                                 |
| Cosmos 1280  | Resurs-F1   | 1981-063A | 2 luglio     | Soyuz-U 11A511U  | satellite per l'osservazione della Terra                                  |
| Cosmos 1281  | Zenit-6     | 1981-064A | 7 luglio     | Soyuz-U 11A511U  | satellite da ricognizione                                                 |
| Cosmos 1282  | Yantar-2K   | 1981-066A | 15 luglio    | Soyuz-U 11A511U  | satellite da ricognizione                                                 |
| Cosmos 1283  | Zenit-6     | 1981-067A | 17 luglio    | Soyuz-U 11A511U  | satellite da ricognizione                                                 |
| Cosmos 1284  | Zenit-6     | 1981-068A | 29 luglio    | Soyuz-U 11A511U  | satellite da ricognizione                                                 |
| Cosmos 1285  | US-K        | 1981-071A | 4 agosto     | Molniya-M 8K78M  | Missile early warning                                                     |
| Cosmos 1286  | US-P        | 1981-072A | 4 agosto     | Tsyklon-2 11K69  | satellite da ricognizione radar                                           |
| Cosmos 1287  | Strela-1M   | 1981-074A | 6 agosto     | Kosmos-3M 11K65M | satellite per telecomunicazioni militare                                  |
| Cosmos 1288  | Strela-1M   | 1981-074B | 6 agosto     | Kosmos-3M 11K65M | satellite per telecomunicazioni militare                                  |
| Cosmos 1289  | Strela-1M   | 1981-074C | 6 agosto     | Kosmos-3M 11K65M | satellite per telecomunicazioni militare                                  |
| Cosmos 1290  | Strela-1M   | 1981-074D | 6 agosto     | Kosmos-3M 11K65M | satellite per telecomunicazioni militare                                  |
| Cosmos 1291  | Strela-1M   | 1981-074E | 6 agosto     | Kosmos-3M 11K65M | satellite per telecomunicazioni militare                                  |
| Cosmos 1292  | Strela-1M   | 1981-074F | 6 agosto     | Kosmos-3M 11K65M | satellite per telecomunicazioni militare                                  |
| Cosmos 1293  | Strela-1M   | 1981-074G | 6 agosto     | Kosmos-3M 11K65M | satellite per telecomunicazioni militare                                  |
| Cosmos 1294  | Strela-1M   | 1981-074H | 6 agosto     | Kosmos-3M 11K65M | satellite per telecomunicazioni militare                                  |
| Cosmos 1295  | Parus       | 1981-077A | 12 agosto    | Kosmos-3M 11K65M | navigazione satellitare e telecomunicazioni satellitari militare          |
| Cosmos 1296  | Yantar-2K   | 1981-078A | 13 agosto    | Soyuz-U 11A511U  | satellite da ricognizione                                                 |
| Cosmos 1297  | Zenit-6     | 1981-079A | 18 agosto    | Soyuz-U 11A511U  | satellite da ricognizione                                                 |
| Cosmos 1298  | Yantar-4K2  | 1981-080A | 21 agosto    | Soyuz-U 11A511U  | satellite da ricognizione                                                 |
| Cosmos 1299  | US-A        | 1981-081A | 24 agosto    | Tsyklon-2 11K69  | satellite da ricognizione                                                 |
| Cosmos 1300  | Tselina-D   | 1981-082A | 24 agosto    | Tsyklon-3 11K68  | satellite militare ELINT                                                  |
| Cosmos 1301  | Resurs-F1   | 1981-083A | 27 agosto    | Soyuz-U 11A511U  | satellite per l'osservazione della Terra                                  |
| Cosmos 1302  | Strela-2    | 1981-084A | 28 agosto    | Kosmos-3M 11K65M | satellite per telecomunicazioni militare                                  |
| Cosmos 1303  | Zenit-6     | 1981-086A | 4 settembre  | Soyuz-U 11A511U  | satellite da ricognizione                                                 |
| Cosmos 1304  | Cikada      | 1981-087A | 4 settembre  | Kosmos-3M 11K65M | navigazione satellitare                                                   |
| Cosmos 1305  | Molniya-3   | 1981-088A | 11 settembre | Molniya-M 8K78M  | satellite per telecomunicazioni militare                                  |
| Cosmos 1306  | US-P        | 1981-089A | 14 settembre | Tsyklon-2 11K69  | satellite da ricognizione radar                                           |
| Cosmos 1307  | Zenit-6     | 1981-090A | 15 settembre | Soyuz-U 11A511U  | satellite da ricognizione                                                 |
| Cosmos 1308  | Parus       | 1981-091A | 18 settembre | Kosmos-3M 11K65M | navigazione satellitare e telecomunicazioni satellitari militare          |
| Cosmos 1309  | Zenit-4MT   | 1981-092A | 18 settembre | Soyuz-U 11A511U  | satellite da ricognizione                                                 |
| Cosmos 1310  | Taifun-1    | 1981-095A | 23 settembre | Kosmos-3M 11K65M | satellite bersaglio per sistemi antiaerei e antimissilistici              |
| Cosmos 1311  | Romb        | 1981-097A | 28 settembre | Kosmos-3M 11K65M | satellite bersaglio per sistemi antiaerei e antimissilistici              |
| Cosmos 1312  | Geo-IK      | 1981-098A | 30 settembre | Tsyklon-3 11K68  | Geodesia satellitare                                                      |
| Cosmos 1313  | Zenit-6     | 1981-099A | 1 ottobre    | Soyuz-U 11A511U  | satellite da ricognizione                                                 |
| Cosmos 1314  | Zenit-4MKT  | 1981-101A | 9 ottobre    | Soyuz-U 11A511U  | satellite da ricognizione                                                 |
| Cosmos 1315  | Tselina-D   | 1981-103A | 13 ottobre   | Vostok-2M 8A92M  | satellite militare ELINT                                                  |
| Cosmos 1316  | Zenit-6     | 1981-104A | 15 ottobre   | Soyuz-U 11A511U  | satellite da ricognizione                                                 |
| Cosmos 1317  | US-K        | 1981-108A | 31 ottobre   | Molniya-M 8K78M  | Missile early warning                                                     |
| Cosmos 1318  | Yantar-2K   | 1981-109A | 3 novembre   | Soyuz-U 11A511U  | satellite da ricognizione                                                 |
| Cosmos 1319  | Zenit-6     | 1981-112A | 13 novembre  | Soyuz-U 11A511U  | satellite da ricognizione                                                 |
| Cosmos 1320  | Strela-1M   | 1981-116A | 28 novembre  | Kosmos-3M 11K65M | satellite per telecomunicazioni militare                                  |
| Cosmos 1321  | Strela-1M   | 1981-116B | 28 novembre  | Kosmos-3M 11K65M | satellite per telecomunicazioni militare                                  |
| Cosmos 1322  | Strela-1M   | 1981-116C | 28 novembre  | Kosmos-3M 11K65M | satellite per telecomunicazioni militare                                  |
| Cosmos 1323  | Strela-1M   | 1981-116D | 28 novembre  | Kosmos-3M 11K65M | satellite per telecomunicazioni militare                                  |
| Cosmos 1324  | Strela-1M   | 1981-116E | 28 novembre  | Kosmos-3M 11K65M | satellite per telecomunicazioni militare                                  |
| Cosmos 1325  | Strela-1M   | 1981-116F | 28 novembre  | Kosmos-3M 11K65M | satellite per telecomunicazioni militare                                  |
| Cosmos 1326  | Strela-1M   | 1981-116G | 28 novembre  | Kosmos-3M 11K65M | satellite per telecomunicazioni militare                                  |
| Cosmos 1327  | Strela-1M   | 1981-116H | 28 novembre  | Kosmos-3M 11K65M | satellite per telecomunicazioni militare                                  |
| Cosmos 1328  | Tselina-D   | 1981-117A | 3 dicembre   | Tsyklon-3 11K68  | satellite militare ELINT                                                  |
| Cosmos 1329  | Zenit-6     | 1981-118A | 4 dicembre   | Soyuz-U 11A511U  | satellite da ricognizione                                                 |
| Cosmos 1330  | Yantar-2K   | 1981-121A | 19 dicembre  | Soyuz-U 11A511U  | satellite da ricognizione                                                 |

## 1982
| Designazione | Nome        | NSSDC ID  | Data         | Lanciatore            | Funzione                                                                  |
| ------------ | ----------- | --------- | ------------ | --------------------- | ------------------------------------------------------------------------- |
| Cosmos 1331  | Strela-2    | 1982-001A | 7 gennaio    | Kosmos-3M 11K65M      | satellite per telecomunicazioni militare                                  |
| Cosmos 1332  | Zenit-4MT   | 1982-002A | 12 gennaio   | Soyuz-U 11A511U       | satellite da ricognizione                                                 |
| Cosmos 1333  | Parus       | 1982-003A | 14 gennaio   | Kosmos-3M 11K65M      | navigazione satellitare e telecomunicazioni satellitari militare          |
| Cosmos 1334  | Zenit-6     | 1982-005A | 20 gennaio   | Soyuz-U 11A511U       | satellite da ricognizione                                                 |
| Cosmos 1335  | Romb        | 1982-007A | 29 gennaio   | Kosmos-3M 11K65M      | satellite bersaglio per sistemi antiaerei e antimissilistici              |
| Cosmos 1336  | Yantar-2K   | 1982-008A | 30 gennaio   | Soyuz-U 11A511U       | satellite da ricognizione                                                 |
| Cosmos 1337  | US-P        | 1982-010A | 11 febbraio  | Tsyklon-2 11K69       | satellite da ricognizione radar                                           |
| Cosmos 1338  | Zenit-6     | 1982-011A | 16 febbraio  | Soyuz-U 11A511U       | satellite da ricognizione                                                 |
| Cosmos 1339  | Cikada      | 1982-012A | 17 febbraio  | Kosmos-3M 11K65M      | navigazione satellitare                                                   |
| Cosmos 1340  | Tselina-D   | 1982-013A | 19 febbraio  | Vostok-2M 8A92M       | satellite militare ELINT                                                  |
| Cosmos 1341  | US-K        | 1982-016A | 3 marzo      | Molniya-M 8K78M       | Missile early warning                                                     |
| Cosmos 1342  | Zenit-6     | 1982-018A | 5 marzo      | Soyuz-U 11A511U       | satellite da ricognizione                                                 |
| Cosmos 1343  | Zenit-6     | 1982-021A | 17 marzo     | Soyuz-U 11A511U       | satellite da ricognizione                                                 |
| Cosmos 1344  | Parus       | 1982-024A | 24 marzo     | Kosmos-3M 11K65M      | navigazione satellitare e telecomunicazioni satellitari militare          |
| Cosmos 1345  | Tselina-O   | 1982-026A | 31 marzo     | Kosmos-3M 11K65M      | satellite militare ELINT                                                  |
| Cosmos 1346  | Tselina-D   | 1982-027A | 31 marzo     | Vostok-2M 8A92M       | satellite militare ELINT                                                  |
| Cosmos 1347  | Yantar-4K2  | 1982-028A | 2 aprile     | Soyuz-U 11A511U       | satellite da ricognizione                                                 |
| Cosmos 1348  | US-K        | 1982-029A | 7 aprile     | Molniya-M 8K78M       | Missile early warning                                                     |
| Cosmos 1349  | Parus       | 1982-030A | 8 aprile     | Kosmos-3M 11K65M      | navigazione satellitare e telecomunicazioni satellitari militare          |
| Cosmos 1350  | Yantar-2K   | 1982-032A | 15 aprile    | Soyuz-U 11A511U       | satellite da ricognizione                                                 |
| Cosmos 1351  | Romb        | 1982-034A | 21 aprile    | Kosmos-3M 11K65M      | satellite bersaglio per sistemi antiaerei e antimissilistici              |
| Cosmos 1352  | Zenit-6     | 1982-035A | 21 aprile    | Soyuz-U 11A511U       | satellite da ricognizione                                                 |
| Cosmos 1353  | Zenit-4MKT  | 1982-036A | 23 aprile    | Soyuz-U 11A511U       | satellite da ricognizione                                                 |
| Cosmos 1354  | Strela-2    | 1982-037A | 28 aprile    | Kosmos-3M 11K65M      | satellite per telecomunicazioni militare                                  |
| Cosmos 1355  | US-P        | 1982-038A | 29 aprile    | Tsyklon-2 11K69       | satellite da ricognizione radar                                           |
| Cosmos 1356  | Tselina-D   | 1982-039A | 5 maggio     | Vostok-2M 8A92M       | satellite militare ELINT                                                  |
| Cosmos 1357  | Strela-1M   | 1982-040A | 6 maggio     | Kosmos-3M 11K65M      | satellite per telecomunicazioni militare                                  |
| Cosmos 1358  | Strela-1M   | 1982-040B | 6 maggio     | Kosmos-3M 11K65M      | satellite per telecomunicazioni militare                                  |
| Cosmos 1359  | Strela-1M   | 1982-040C | 6 maggio     | Kosmos-3M 11K65M      | satellite per telecomunicazioni militare                                  |
| Cosmos 1360  | Strela-1M   | 1982-040D | 6 maggio     | Kosmos-3M 11K65M      | satellite per telecomunicazioni militare                                  |
| Cosmos 1361  | Strela-1M   | 1982-040E | 6 maggio     | Kosmos-3M 11K65M      | satellite per telecomunicazioni militare                                  |
| Cosmos 1362  | Strela-1M   | 1982-040F | 6 maggio     | Kosmos-3M 11K65M      | satellite per telecomunicazioni militare                                  |
| Cosmos 1363  | Strela-1M   | 1982-040G | 6 maggio     | Kosmos-3M 11K65M      | satellite per telecomunicazioni militare                                  |
| Cosmos 1364  | Strela-1M   | 1982-040H | 6 maggio     | Kosmos-3M 11K65M      | satellite per telecomunicazioni militare                                  |
| Cosmos 1365  | US-A        | 1982-043A | 14 maggio    | Tsyklon-2 11K69       | satellite da ricognizione                                                 |
| Cosmos 1366  | Potok       | 1982-044A | 17 maggio    | Proton-K/DM 8K72K     | satellite per telecomunicazioni militare                                  |
| Cosmos 1367  | US-K        | 1982-045A | 20 maggio    | Molniya-M 8K78M       | Missile early warning                                                     |
| Cosmos 1368  | Zenit-6     | 1982-046A | 21 maggio    | Soyuz-U 11A511U       | satellite da ricognizione                                                 |
| Cosmos 1369  | Resurs-F1   | 1982-048A | 25 maggio    | Soyuz-U 11A511U       | satellite per l'osservazione della Terra                                  |
| Cosmos 1370  | Yantar-1KFT | 1982-049A | 28 maggio    | Soyuz-U 11A511U       | satellite da ricognizione                                                 |
| Cosmos 1371  | Strela-2    | 1982-051A | 1 giugno     | Kosmos-3M 11K65M      | satellite per telecomunicazioni militare                                  |
| Cosmos 1372  | US-A        | 1982-052A | 1 giugno     | Tsyklon-2 11K69       | satellite da ricognizione                                                 |
| Cosmos 1373  | Zenit-6     | 1982-053A | 2 giugno     | Soyuz-U 11A511U       | satellite da ricognizione                                                 |
| Cosmos 1374  | BOR-4       | 1982-054A | 3 giugno     | Kosmos-3MRB 11K65M-RB | Test per lo spazioplano Spiral                                            |
| Cosmos 1375  | Lira        | 1982-055A | 6 giugno     | Kosmos-3M 11K65M      | satellite bersaglio per l'sistema antisatellite Istrebitel Sputnikov (IS) |
| Cosmos 1376  | Resurs-F1   | 1982-056A | 8 giugno     | Soyuz-U 11A511U       | satellite per l'osservazione della Terra                                  |
| Cosmos 1377  | Yantar-4K1  | 1982-057A | 8 giugno     | Soyuz-U 11A511U       | satellite da ricognizione                                                 |
| Cosmos 1378  | Tselina-D   | 1982-059A | 10 giugno    | Tsyklon-3 11K68       | satellite militare ELINT                                                  |
| Cosmos 1379  | IS-A        | 1982-060A | 18 giugno    | Tsyklon-2 11K69       | sistema antisatellite Istrebitel Sputnikov (IS)                           |
| Cosmos 1380  | Parus       | 1982-061A | 18 giugno    | Kosmos-3M 11K65M      | navigazione satellitare e telecomunicazioni satellitari militare          |
| Cosmos 1381  | Zenit-6     | 1982-062A | 18 giugno    | Soyuz-U 11A511U       | satellite da ricognizione                                                 |
| Cosmos 1382  | US-K        | 1982-064A | 25 giugno    | Molniya-M 8K78M       | Missile early warning                                                     |
| Cosmos 1383  | Nadezhda    | 1982-066A | 29 giugno    | Kosmos-3M 11K65M      | navigazione satellitare militare                                          |
| Cosmos 1384  | Yantar-2K   | 1982-067A | 30 giugno    | Soyuz-U 11A511U       | satellite da ricognizione                                                 |
| Cosmos 1385  | Zenit-6     | 1982-068A | 6 luglio     | Soyuz-U 11A511U       | satellite da ricognizione                                                 |
| Cosmos 1386  | Parus       | 1982-069A | 7 luglio     | Kosmos-3M 11K65M      | navigazione satellitare e telecomunicazioni satellitari militare          |
| Cosmos 1387  | Zenit-4MKT  | 1982-071A | 13 luglio    | Soyuz-U 11A511U       | satellite da ricognizione                                                 |
| Cosmos 1388  | Strela-1M   | 1982-073A | 21 luglio    | Kosmos-3M 11K65M      | satellite per telecomunicazioni militare                                  |
| Cosmos 1389  | Strela-1M   | 1982-073B | 21 luglio    | Kosmos-3M 11K65M      | satellite per telecomunicazioni militare                                  |
| Cosmos 1390  | Strela-1M   | 1982-073C | 21 luglio    | Kosmos-3M 11K65M      | satellite per telecomunicazioni militare                                  |
| Cosmos 1391  | Strela-1M   | 1982-073D | 21 luglio    | Kosmos-3M 11K65M      | satellite per telecomunicazioni militare                                  |
| Cosmos 1392  | Strela-1M   | 1982-073E | 21 luglio    | Kosmos-3M 11K65M      | satellite per telecomunicazioni militare                                  |
| Cosmos 1393  | Strela-1M   | 1982-073F | 21 luglio    | Kosmos-3M 11K65M      | satellite per telecomunicazioni militare                                  |
| Cosmos 1394  | Strela-1M   | 1982-073G | 21 luglio    | Kosmos-3M 11K65M      | satellite per telecomunicazioni militare                                  |
| Cosmos 1395  | Strela-1M   | 1982-073H | 21 luglio    | Kosmos-3M 11K65M      | satellite per telecomunicazioni militare                                  |
| Cosmos 1396  | Zenit-6     | 1982-075A | 27 luglio    | Soyuz-U 11A511U       | satellite da ricognizione                                                 |
| Cosmos 1397  | Romb        | 1982-076A | 29 luglio    | Kosmos-3M 11K65M      | satellite bersaglio per sistemi antiaerei e antimissilistici              |
| Cosmos 1398  | Zenit-4MT   | 1982-077A | 3 agosto     | Soyuz-U 11A511U       | satellite da ricognizione                                                 |
| Cosmos 1399  | Yantar-4K1  | 1982-078A | 4 agosto     | Soyuz-U 11A511U       | satellite da ricognizione                                                 |
| Cosmos 1400  | Tselina-D   | 1982-079A | 5 agosto     | Vostok-2M 8A92M       | satellite militare ELINT                                                  |
| Cosmos 1401  | Resurs-F1   | 1982-081A | 20 agosto    | Soyuz-U 11A511U       | satellite per l'osservazione della Terra                                  |
| Cosmos 1402  | US-A        | 1982-084A | 30 agosto    | Tsyklon-2 11K69       | satellite da ricognizione                                                 |
| Cosmos 1403  | Zenit-6     | 1982-085A | 1 settembre  | Soyuz-U 11A511U       | satellite da ricognizione                                                 |
| Cosmos 1404  | Zenit-6     | 1982-086A | 1 settembre  | Soyuz-U 11A511U       | satellite da ricognizione                                                 |
| Cosmos 1405  | US-P        | 1982-088A | 4 settembre  | Tsyklon-2 11K69       | satellite da ricognizione radar                                           |
| Cosmos 1406  | Zenit-4MKT  | 1982-089A | 8 settembre  | Soyuz-U 11A511U       | satellite da ricognizione                                                 |
| Cosmos 1407  | Yantar-2K   | 1982-091A | 15 settembre | Soyuz-U 11A511U       | satellite da ricognizione                                                 |
| Cosmos 1408  | Tselina-D   | 1982-092A | 16 settembre | Tsyklon-3 11K68       | satellite militare ELINT                                                  |
| Cosmos 1409  | US-K        | 1982-095A | 22 settembre | Molniya-M 8K78M       | Missile early warning                                                     |
| Cosmos 1410  | Geo-IK      | 1982-096A | 24 settembre | Tsyklon-3 11K68       | Geodesia satellitare                                                      |
| Cosmos 1411  | Zenit-6     | 1982-098A | 30 settembre | Soyuz-U 11A511U       | satellite da ricognizione                                                 |
| Cosmos 1412  | US-A        | 1982-099A | 2 ottobre    | Tsyklon-2 11K69       | satellite da ricognizione                                                 |
| Cosmos 1413  | GLONASS     | 1982-100A | 12 ottobre   | Proton-K/DM-2 8K72K   | Sistema satellitare globale di navigazione                                |
| Cosmos 1414  | GLONASS     | 1982-100D | 12 ottobre   | Proton-K/DM-2 8K72K   | Sistema satellitare globale di navigazione                                |
| Cosmos 1415  | GLONASS     | 1982-100E | 12 ottobre   | Proton-K/DM-2 8K72K   | Sistema satellitare globale di navigazione                                |
| Cosmos 1416  | Zenit-6     | 1982-101A | 14 ottobre   | Soyuz-U 11A511U       | satellite da ricognizione                                                 |
| Cosmos 1417  | Parus       | 1982-102A | 19 ottobre   | Kosmos-3M 11K65M      | navigazione satellitare e telecomunicazioni satellitari militare          |
| Cosmos 1418  | Taifun-1B   | 1982-104A | 21 ottobre   | Kosmos-3M 11K65M      | satellite bersaglio per sistemi antiaerei e antimissilistici              |
| Cosmos 1419  | Zenit-6     | 1982-108A | 2 novembre   | Soyuz-U 11A511U       | satellite da ricognizione                                                 |
| Cosmos 1420  | Strela-2    | 1982-109A | 11 novembre  | Kosmos-3M 11K65M      | satellite per telecomunicazioni militare                                  |
| Cosmos 1421  | Zenit-6     | 1982-112A | 18 novembre  | Soyuz-U 11A511U       | satellite da ricognizione                                                 |
| Cosmos 1422  | Zenit-6     | 1982-114A | 3 dicembre   | Soyuz-U 11A511U       | satellite da ricognizione                                                 |
| Cosmos 1423  | Molniya-1   | 1982-115A | 8 dicembre   | Molniya-M 8K78M       | satellite per telecomunicazioni militare                                  |
| Cosmos 1424  | Yantar-4K1  | 1982-117A | 16 dicembre  | Soyuz-U 11A511U       | satellite da ricognizione                                                 |
| Cosmos 1425  | Zenit-6     | 1982-119A | 23 dicembre  | Soyuz-U2 11A511U2     | satellite da ricognizione                                                 |
| Cosmos 1426  | Yantar-4KS1 | 1982-120A | 28 dicembre  | Soyuz-U 11A511U       | satellite da ricognizione                                                 |
| Cosmos 1427  | Taifun-1B   | 1982-121A | 29 dicembre  | Kosmos-3M 11K65M      | satellite bersaglio per sistemi antiaerei e antimissilistici              |

## 1983
| Designazione | Nome        | NSSDC ID  | Data         | Lanciatore            | Funzione                                                         |
| ------------ | ----------- | --------- | ------------ | --------------------- | ---------------------------------------------------------------- |
| Cosmos 1428  | Parus       | 1983-001A | 12 gennaio   | Kosmos-3M 11K65M      | navigazione satellitare e telecomunicazioni satellitari militare |
| Cosmos 1429  | Strela-1M   | 1983-002A | 19 gennaio   | Kosmos-3M 11K65M      | satellite per telecomunicazioni militare                         |
| Cosmos 1430  | Strela-1M   | 1983-002B | 19 gennaio   | Kosmos-3M 11K65M      | satellite per telecomunicazioni militare                         |
| Cosmos 1431  | Strela-1M   | 1983-002C | 19 gennaio   | Kosmos-3M 11K65M      | satellite per telecomunicazioni militare                         |
| Cosmos 1432  | Strela-1M   | 1983-002D | 19 gennaio   | Kosmos-3M 11K65M      | satellite per telecomunicazioni militare                         |
| Cosmos 1433  | Strela-1M   | 1983-002E | 19 gennaio   | Kosmos-3M 11K65M      | satellite per telecomunicazioni militare                         |
| Cosmos 1434  | Strela-1M   | 1983-002F | 19 gennaio   | Kosmos-3M 11K65M      | satellite per telecomunicazioni militare                         |
| Cosmos 1435  | Strela-1M   | 1983-002G | 19 gennaio   | Kosmos-3M 11K65M      | satellite per telecomunicazioni militare                         |
| Cosmos 1436  | Strela-1M   | 1983-002H | 19 gennaio   | Kosmos-3M 11K65M      | satellite per telecomunicazioni militare                         |
| Cosmos 1437  | Tselina-D   | 1983-003A | 20 gennaio   | Vostok-2M 8A92M       | satellite militare ELINT                                         |
| Cosmos 1438  | Zenit-6     | 1983-005A | 27 gennaio   | Soyuz-U 11A511U       | satellite da ricognizione                                        |
| Cosmos 1439  | Yantar-2K   | 1983-007A | 6 febbraio   | Soyuz-U 11A511U       | satellite da ricognizione                                        |
| Cosmos 1440  | Resurs-F1   | 1983-009A | 10 febbraio  | Soyuz-U 11A511U       | satellite per l'osservazione della Terra                         |
| Cosmos 1441  | Tselina-D   | 1983-010A | 16 febbraio  | Vostok-2M 8A92M       | satellite militare ELINT                                         |
| Cosmos 1442  | Yantar-4K1  | 1983-012A | 25 febbraio  | Soyuz-U 11A511U       | satellite da ricognizione                                        |
| Cosmos 1443  | TKS-M       | 1983-013A | 2 marzo      | Proton-K 8K72K        | Veicolo spaziale per la stazione spaziale militare Almaz         |
| Cosmos 1444  | Zenit-6     | 1983-014A | 2 marzo      | Soyuz-U 11A511U       | satellite da ricognizione                                        |
| Cosmos 1445  | BOR-4       | 1983-017A | 15 marzo     | Kosmos-3MRB 11K65M-RB | Test per lo spazioplano Spiral                                   |
| Cosmos 1446  | Zenit-6     | 1983-018A | 16 marzo     | Soyuz-U 11A511U       | satellite da ricognizione                                        |
| Cosmos 1447  | Nadezhda    | 1983-021A | 24 marzo     | Kosmos-3M 11K65M      | navigazione satellitare militare                                 |
| Cosmos 1448  | Parus       | 1983-023A | 30 marzo     | Kosmos-3M 11K65M      | navigazione satellitare e telecomunicazioni satellitari militare |
| Cosmos 1449  | Zenit-6     | 1983-024A | 31 marzo     | Soyuz-U 11A511U       | satellite da ricognizione                                        |
| Cosmos 1450  | Taifun-1    | 1983-027A | 6 aprile     | Kosmos-3M 11K65M      | satellite bersaglio per sistemi antiaerei e antimissilistici     |
| Cosmos 1451  | Zenit-6     | 1983-029A | 8 aprile     | Soyuz-U 11A511U       | satellite da ricognizione                                        |
| Cosmos 1452  | Strela-2    | 1983-031A | 12 aprile    | Kosmos-3M 11K65M      | satellite per telecomunicazioni militare                         |
| Cosmos 1453  | Romb        | 1983-034A | 19 aprile    | Kosmos-3M 11K65M      | satellite bersaglio per sistemi antiaerei e antimissilistici     |
| Cosmos 1454  | Yantar-2K   | 1983-036A | 22 aprile    | Soyuz-U 11A511U       | satellite da ricognizione                                        |
| Cosmos 1455  | Tselina-D   | 1983-037A | 23 aprile    | Tsyklon-3 11K68       | satellite militare ELINT                                         |
| Cosmos 1456  | US-K        | 1983-038A | 25 aprile    | Molniya-M 8K78M       | Missile early warning                                            |
| Cosmos 1457  | Yantar-4K1  | 1983-039A | 26 aprile    | Soyuz-U 11A511U       | satellite da ricognizione                                        |
| Cosmos 1458  | Zenit-4MKT  | 1983-040A | 28 aprile    | Soyuz-U 11A511U       | satellite da ricognizione                                        |
| Cosmos 1459  | Parus       | 1983-042A | 6 maggio     | Kosmos-3M 11K65M      | navigazione satellitare e telecomunicazioni satellitari militare |
| Cosmos 1460  | Zenit-6     | 1983-043A | 6 maggio     | Soyuz-U 11A511U       | satellite da ricognizione                                        |
| Cosmos 1461  | US-P        | 1983-044A | 7 maggio     | Tsyklon-2 11K69       | satellite da ricognizione radar                                  |
| Cosmos 1462  | Resurs-F1   | 1983-045A | 17 maggio    | Soyuz-U 11A511U       | satellite per l'osservazione della Terra                         |
| Cosmos 1463  | Taifun-1B   | 1983-046A | 19 maggio    | Kosmos-3M 11K65M      | satellite bersaglio per sistemi antiaerei e antimissilistici     |
| Cosmos 1464  | Parus       | 1983-048A | 24 maggio    | Kosmos-3M 11K65M      | navigazione satellitare e telecomunicazioni satellitari militare |
| Cosmos 1465  | Romb        | 1983-049A | 26 maggio    | Kosmos-3M 11K65M      | satellite bersaglio per sistemi antiaerei e antimissilistici     |
| Cosmos 1466  | Yantar-4K1  | 1983-050A | 26 maggio    | Soyuz-U 11A511U       | satellite da ricognizione                                        |
| Cosmos 1467  | Zenit-6     | 1983-052A | 31 maggio    | Soyuz-U 11A511U       | satellite da ricognizione                                        |
| Cosmos 1468  | Resurs-F1   | 1983-055A | 7 giugno     | Soyuz-U 11A511U       | satellite per l'osservazione della Terra                         |
| Cosmos 1469  | Zenit-6     | 1983-057A | 14 giugno    | Soyuz-U 11A511U       | satellite da ricognizione                                        |
| Cosmos 1470  | Tselina-D   | 1983-061A | 22 giugno    | Tsyklon-3 11K68       | satellite militare ELINT                                         |
| Cosmos 1471  | Yantar-2K   | 1983-064A | 28 giugno    | Soyuz-U 11A511U       | satellite da ricognizione                                        |
| Cosmos 1472  | Zenit-6     | 1983-068A | 5 luglio     | Soyuz-U 11A511U       | satellite da ricognizione                                        |
| Cosmos 1473  | Strela-1M   | 1983-069A | 6 luglio     | Kosmos-3M 11K65M      | satellite per telecomunicazioni militare                         |
| Cosmos 1474  | Strela-1M   | 1983-069B | 6 luglio     | Kosmos-3M 11K65M      | satellite per telecomunicazioni militare                         |
| Cosmos 1475  | Strela-1M   | 1983-069C | 6 luglio     | Kosmos-3M 11K65M      | satellite per telecomunicazioni militare                         |
| Cosmos 1476  | Strela-1M   | 1983-069D | 6 luglio     | Kosmos-3M 11K65M      | satellite per telecomunicazioni militare                         |
| Cosmos 1477  | Strela-1M   | 1983-069E | 6 luglio     | Kosmos-3M 11K65M      | satellite per telecomunicazioni militare                         |
| Cosmos 1478  | Strela-1M   | 1983-069F | 6 luglio     | Kosmos-3M 11K65M      | satellite per telecomunicazioni militare                         |
| Cosmos 1479  | Strela-1M   | 1983-069G | 6 luglio     | Kosmos-3M 11K65M      | satellite per telecomunicazioni militare                         |
| Cosmos 1480  | Strela-1M   | 1983-069H | 6 luglio     | Kosmos-3M 11K65M      | satellite per telecomunicazioni militare                         |
| Cosmos 1481  | US-K        | 1983-070A | 8 luglio     | Molniya-M 8K78M       | Missile early warning                                            |
| Cosmos 1482  | Zenit-6     | 1983-071A | 13 luglio    | Soyuz-U 11A511U       | satellite da ricognizione                                        |
| Cosmos 1483  | Resurs-F1   | 1983-074A | 20 luglio    | Soyuz-U 11A511U       | satellite per l'osservazione della Terra                         |
| Cosmos 1484  | Resurs-OE   | 1983-075A | 24 luglio    | Vostok-2M 8A92M       | satellite per l'osservazione della Terra                         |
| Cosmos 1485  | Zenit-6     | 1983-076A | 26 luglio    | Soyuz-U 11A511U       | satellite da ricognizione                                        |
| Cosmos 1486  | Strela-2    | 1983-079A | 3 agosto     | Kosmos-3M 11K65M      | satellite per telecomunicazioni militare                         |
| Cosmos 1487  | Resurs-F1   | 1983-080A | 5 agosto     | Soyuz-U 11A511U       | satellite per l'osservazione della Terra                         |
| Cosmos 1488  | Zenit-6     | 1983-082A | 9 agosto     | Soyuz-U 11A511U       | satellite da ricognizione                                        |
| Cosmos 1489  | Yantar-4K1  | 1983-083A | 10 agosto    | Soyuz-U 11A511U       | satellite da ricognizione                                        |
| Cosmos 1490  | GLONASS     | 1983-084A | 10 agosto    | Proton-K/DM-2 8K72K   | Sistema satellitare globale di navigazione                       |
| Cosmos 1491  | GLONASS     | 1983-084B | 10 agosto    | Proton-K/DM-2 8K72K   | Sistema satellitare globale di navigazione                       |
| Cosmos 1492  | GLONASS     | 1983-084C | 10 agosto    | Proton-K/DM-2 8K72K   | Sistema satellitare globale di navigazione                       |
| Cosmos 1493  | Zenit-6     | 1983-087A | 23 agosto    | Soyuz-U 11A511U       | satellite da ricognizione                                        |
| Cosmos 1494  | Romb        | 1983-091A | 31 agosto    | Kosmos-3M 11K65M      | satellite bersaglio per sistemi antiaerei e antimissilistici     |
| Cosmos 1495  | Zenit-4MKT  | 1983-092A | 3 settembre  | Soyuz-U 11A511U       | satellite da ricognizione                                        |
| Cosmos 1496  | Yantar-4K1  | 1983-093A | 7 settembre  | Soyuz-U 11A511U       | satellite da ricognizione                                        |
| Cosmos 1497  | Zenit-6     | 1983-095A | 9 settembre  | Soyuz-U 11A511U       | satellite da ricognizione                                        |
| Cosmos 1498  | Resurs-F1   | 1983-096A | 14 settembre | Soyuz-U 11A511U       | satellite per l'osservazione della Terra                         |
| Cosmos 1499  | Zenit-6     | 1983-097A | 17 settembre | Soyuz-U 11A511U       | satellite da ricognizione                                        |
| Cosmos 1500  | Okean-OE    | 1983-099A | 28 settembre | Tsyklon-3 11K68       | satellite per osservazione della Terra (oceanico)                |
| Cosmos 1501  | Romb        | 1983-101A | 30 settembre | Kosmos-3M 11K65M      | satellite bersaglio per sistemi antiaerei e antimissilistici     |
| Cosmos 1502  | Taifun-1B   | 1983-102A | 5 ottobre    | Kosmos-3M 11K65M      | satellite bersaglio per sistemi antiaerei e antimissilistici     |
| Cosmos 1503  | Strela-2    | 1983-103A | 12 ottobre   | Kosmos-3M 11K65M      | satellite per telecomunicazioni militare                         |
| Cosmos 1504  | Yantar-4K2  | 1983-104A | 14 ottobre   | Soyuz-U 11A511U       | satellite da ricognizione                                        |
| Cosmos 1505  | Zenit-6     | 1983-107A | 21 ottobre   | Soyuz-U 11A511U       | satellite da ricognizione                                        |
| Cosmos 1506  | Cikada      | 1983-108A | 26 ottobre   | Kosmos-3M 11K65M      | navigazione satellitare                                          |
| Cosmos 1507  | US-P        | 1983-110A | 29 ottobre   | Tsyklon-2 11K69       | satellite da ricognizione radar                                  |
| Cosmos 1508  | Taifun-1    | 1983-111A | 11 novembre  | Kosmos-3M 11K65M      | satellite bersaglio per sistemi antiaerei e antimissilistici     |
| Cosmos 1509  | Zenit-6     | 1983-112A | 17 novembre  | Soyuz-U 11A511U       | satellite da ricognizione                                        |
| Cosmos 1510  | Geo-IK      | 1983-115A | 24 novembre  | Tsyklon-3 11K68       | Geodesia satellitare                                             |
| Cosmos 1511  | Yantar-4K1  | 1983-117A | 30 novembre  | Soyuz-U 11A511U       | satellite da ricognizione                                        |
| Cosmos 1512  | Zenit-6     | 1983-119A | 7 dicembre   | Soyuz-U 11A511U       | satellite da ricognizione                                        |
| Cosmos 1513  | Parus       | 1983-120A | 8 dicembre   | Kosmos-3M 11K65M      | navigazione satellitare e telecomunicazioni satellitari militare |
| Cosmos 1514  | Bion        |           | 14 dicembre  | Soyuz-U 11A511U       | satellite scientifico                                            |
| Cosmos 1515  | Tselina-D   | 1983-122A | 15 dicembre  | Tsyklon-3 11K68       | satellite militare ELINT                                         |
| Cosmos 1516  | Yantar-1KFT | 1983-124A | 27 dicembre  | Soyuz-U 11A511U       | satellite da ricognizione                                        |
| Cosmos 1517  | BOR-4       | 1983-125A | 27 dicembre  | Kosmos-3MRB 11K65M-RB | Test per lo spazioplano Spiral                                   |
| Cosmos 1518  | US-K        | 1983-126A | 28 dicembre  | Molniya-M 8K78M       | Missile early warning                                            |
| Cosmos 1519  | GLONASS     | 1983-127A | 29 dicembre  | Proton-K/DM-2 8K72K   | Sistema satellitare globale di navigazione                       |
| Cosmos 1520  | GLONASS     | 1983-127B | 29 dicembre  | Proton-K/DM-2 8K72K   | Sistema satellitare globale di navigazione                       |
| Cosmos 1521  | GLONASS     | 1983-127C | 29 dicembre  | Proton-K/DM-2 8K72K   | Sistema satellitare globale di navigazione                       |

## 1984
| Designazione | Nome        | NSSDC ID  | Data         | Lanciatore            | Funzione                                                         |
| ------------ | ----------- | --------- | ------------ | --------------------- | ---------------------------------------------------------------- |
| Cosmos 1522  | Strela-1M   | 1984-001A | 5 gennaio    | Kosmos-3M 11K65M      | satellite per telecomunicazioni militare                         |
| Cosmos 1523  | Strela-1M   | 1984-001B | 5 gennaio    | Kosmos-3M 11K65M      | satellite per telecomunicazioni militare                         |
| Cosmos 1524  | Strela-1M   | 1984-001C | 5 gennaio    | Kosmos-3M 11K65M      | satellite per telecomunicazioni militare                         |
| Cosmos 1525  | Strela-1M   | 1984-001D | 5 gennaio    | Kosmos-3M 11K65M      | satellite per telecomunicazioni militare                         |
| Cosmos 1526  | Strela-1M   | 1984-001E | 5 gennaio    | Kosmos-3M 11K65M      | satellite per telecomunicazioni militare                         |
| Cosmos 1527  | Strela-1M   | 1984-001F | 5 gennaio    | Kosmos-3M 11K65M      | satellite per telecomunicazioni militare                         |
| Cosmos 1528  | Strela-1M   | 1984-001G | 5 gennaio    | Kosmos-3M 11K65M      | satellite per telecomunicazioni militare                         |
| Cosmos 1529  | Strela-1M   | 1984-001H | 5 gennaio    | Kosmos-3M 11K65M      | satellite per telecomunicazioni militare                         |
| Cosmos 1530  | Zenit-6     | 1984-002A | 11 gennaio   | Soyuz-U 11A511U       | satellite da ricognizione                                        |
| Cosmos 1531  | Parus       | 1984-003A | 11 gennaio   | Kosmos-3M 11K65M      | navigazione satellitare e telecomunicazioni satellitari militare |
| Cosmos 1532  | Yantar-4K2  | 1984-004A | 13 gennaio   | Soyuz-U 11A511U       | satellite da ricognizione                                        |
| Cosmos 1533  | Zenit-6     | 1984-006A | 26 gennaio   | Soyuz-U2 11A511U2     | satellite da ricognizione                                        |
| Cosmos 1534  | Taifun-1    | 1984-007A | 26 gennaio   | Kosmos-3M 11K65M      | satellite bersaglio per sistemi antiaerei e antimissilistici     |
| Cosmos 1535  | Parus       | 1984-010A | 2 febbraio   | Kosmos-3M 11K65M      | navigazione satellitare e telecomunicazioni satellitari militare |
| Cosmos 1536  | Tselina-D   | 1984-013A | 8 febbraio   | Tsyklon-3 11K68       | satellite militare ELINT                                         |
| Cosmos 1537  | Resurs-F1   | 1984-017A | 16 febbraio  | Soyuz-U 11A511U       | satellite per l'osservazione della Terra                         |
| Cosmos 1538  | Strela-2    | 1984-019A | 21 febbraio  | Kosmos-3M 11K65M      | satellite per telecomunicazioni militare                         |
| Cosmos 1539  | Yantar-4K2  | 1984-020A | 28 febbraio  | Soyuz-U 11A511U       | satellite da ricognizione                                        |
| Cosmos 1540  | Potok       | 1984-022A | 2 marzo      | Proton-K/DM 8K72K     | satellite per telecomunicazioni militare                         |
| Cosmos 1541  | US-K        | 1984-024A | 6 marzo      | Molniya-M 8K78M       | Missile early warning                                            |
| Cosmos 1542  | Zenit-6     | 1984-025A | 7 marzo      | Soyuz-U2 11A511U2     | satellite da ricognizione                                        |
| Cosmos 1543  | Efir        | 1984-026A | 10 marzo     | Soyuz-U 11A511U       | satellite scientifico per lo studio della magnetosfera terrestre |
| Cosmos 1544  | Tselina-D   | 1984-027A | 15 marzo     | Tsyklon-3 11K68       | satellite militare ELINT                                         |
| Cosmos 1545  | Zenit-6     | 1984-030A | 21 marzo     | Soyuz-U 11A511U       | satellite da ricognizione                                        |
| Cosmos 1546  | US-KS       | 1984-031A | 29 marzo     | Proton-K/DM 8K72K     | Missile early warning                                            |
| Cosmos 1547  | US-K        | 1984-033A | 4 aprile     | Molniya-M 8K78M       | Missile early warning                                            |
| Cosmos 1548  | Yantar-4K2  | 1984-036A | 10 aprile    | Soyuz-U 11A511U       | satellite da ricognizione                                        |
| Cosmos 1549  | Zenit-6     | 1984-040A | 19 aprile    | Soyuz-U 11A511U       | satellite da ricognizione                                        |
| Cosmos 1550  | Parus       | 1984-043A | 11 maggio    | Kosmos-3M 11K65M      | navigazione satellitare e telecomunicazioni satellitari militare |
| Cosmos 1551  | Zenit-6     | 1984-044A | 11 maggio    | Soyuz-U 11A511U       | satellite da ricognizione                                        |
| Cosmos 1552  | Yantar-4KS1 | 1984-045A | 14 maggio    | Soyuz-U 11A511U       | satellite da ricognizione                                        |
| Cosmos 1553  | Cikada      | 1984-046A | 17 maggio    | Kosmos-3M 11K65M      | navigazione satellitare                                          |
| Cosmos 1554  | GLONASS     | 1984-047A | 19 maggio    | Proton-K/DM-2 8K72K   | Sistema satellitare globale di navigazione                       |
| Cosmos 1555  | GLONASS     | 1984-047B | 19 maggio    | Proton-K/DM-2 8K72K   | Sistema satellitare globale di navigazione                       |
| Cosmos 1556  | GLONASS     | 1984-047C | 19 maggio    | Proton-K/DM-2 8K72K   | Sistema satellitare globale di navigazione                       |
| Cosmos 1557  | Zenit-4MKT  | 1984-048A | 22 maggio    | Soyuz-U 11A511U       | satellite da ricognizione                                        |
| Cosmos 1558  | Yantar-4K2  | 1984-050A | 25 maggio    | Soyuz-U 11A511U       | satellite da ricognizione                                        |
| Cosmos 1559  | Strela-1M   | 1984-052A | 28 maggio    | Kosmos-3M 11K65M      | satellite per telecomunicazioni militare                         |
| Cosmos 1560  | Strela-1M   | 1984-052B | 28 maggio    | Kosmos-3M 11K65M      | satellite per telecomunicazioni militare                         |
| Cosmos 1561  | Strela-1M   | 1984-052C | 28 maggio    | Kosmos-3M 11K65M      | satellite per telecomunicazioni militare                         |
| Cosmos 1562  | Strela-1M   | 1984-052D | 28 maggio    | Kosmos-3M 11K65M      | satellite per telecomunicazioni militare                         |
| Cosmos 1563  | Strela-1M   | 1984-052E | 28 maggio    | Kosmos-3M 11K65M      | satellite per telecomunicazioni militare                         |
| Cosmos 1564  | Strela-1M   | 1984-052F | 28 maggio    | Kosmos-3M 11K65M      | satellite per telecomunicazioni militare                         |
| Cosmos 1565  | Strela-1M   | 1984-052G | 28 maggio    | Kosmos-3M 11K65M      | satellite per telecomunicazioni militare                         |
| Cosmos 1566  | Strela-1M   | 1984-052H | 28 maggio    | Kosmos-3M 11K65M      | satellite per telecomunicazioni militare                         |
| Cosmos 1567  | US-P        | 1984-053A | 30 maggio    | Tsyklon-2 11K69       | satellite da ricognizione radar                                  |
| Cosmos 1568  | Zenit-6     | 1984-054A | 1 giugno     | Soyuz-U 11A511U       | satellite da ricognizione                                        |
| Cosmos 1569  | US-K        | 1984-055A | 6 giugno     | Molniya-M 8K78M       | Missile early warning                                            |
| Cosmos 1570  | Strela-2    | 1984-056A | 8 giugno     | Kosmos-3M 11K65M      | satellite per telecomunicazioni militare                         |
| Cosmos 1571  | Zenit-8     | 1984-058A | 11 giugno    | Soyuz-U 11A511U       | satellite da ricognizione                                        |
| Cosmos 1572  | Resurs-F1   | 1984-060A | 15 giugno    | Soyuz-U 11A511U       | satellite per l'osservazione della Terra                         |
| Cosmos 1573  | Zenit-6     | 1984-061A | 19 giugno    | Soyuz-U 11A511U       | satellite da ricognizione                                        |
| Cosmos 1574  | Nadezhda    | 1984-062A | 21 giugno    | Kosmos-3M 11K65M      | navigazione satellitare militare                                 |
| Cosmos 1575  | Resurs-F1   | 1984-064A | 22 giugno    | Soyuz-U 11A511U       | satellite per l'osservazione della Terra                         |
| Cosmos 1576  | Yantar-4K2  | 1984-066A | 26 giugno    | Soyuz-U 11A511U       | satellite da ricognizione                                        |
| Cosmos 1577  | Parus       | 1984-067A | 27 giugno    | Kosmos-3M 11K65M      | navigazione satellitare e telecomunicazioni satellitari militare |
| Cosmos 1578  | Taifun-1B   | 1984-068A | 28 giugno    | Kosmos-3M 11K65M      | satellite bersaglio per sistemi antiaerei e antimissilistici     |
| Cosmos 1579  | US-A        | 1984-069A | 29 giugno    | Tsyklon-2 11K69       | satellite da ricognizione                                        |
| Cosmos 1580  | Zenit-8     | 1984-070A | 29 giugno    | Soyuz-U 11A511U       | satellite da ricognizione                                        |
| Cosmos 1581  | US-K        | 1984-071A | 3 luglio     | Molniya-M 8K78M       | Missile early warning                                            |
| Cosmos 1582  | Resurs-F1   | 1984-074A | 19 luglio    | Soyuz-U 11A511U       | satellite per l'osservazione della Terra                         |
| Cosmos 1583  | Zenit-8     | 1984-075A | 24 luglio    | Soyuz-U 11A511U       | satellite da ricognizione                                        |
| Cosmos 1584  | Zenit-8     | 1984-076A | 27 luglio    | Soyuz-U 11A511U       | satellite da ricognizione                                        |
| Cosmos 1585  | Yantar-4K2  | 1984-077A | 31 luglio    | Soyuz-U 11A511U       | satellite da ricognizione                                        |
| Cosmos 1586  | US-K        | 1984-079A | 2 agosto     | Molniya-M 8K78M       | Missile early warning                                            |
| Cosmos 1587  | Zenit-8     | 1984-082A | 6 agosto     | Soyuz-U 11A511U       | satellite da ricognizione                                        |
| Cosmos 1588  | US-P        | 1984-083A | 7 agosto     | Tsyklon-2 11K69       | satellite da ricognizione radar                                  |
| Cosmos 1589  | Geo-IK      | 1984-084A | 8 agosto     | Tsyklon-3 11K68       | Geodesia satellitare                                             |
| Cosmos 1590  | Resurs-F1   | 1984-087A | 16 agosto    | Soyuz-U 11A511U       | satellite per l'osservazione della Terra                         |
| Cosmos 1591  | Resurs-F1   | 1984-092A | 30 agosto    | Soyuz-U 11A511U       | satellite per l'osservazione della Terra                         |
| Cosmos 1592  | Zenit-8     | 1984-094A | 4 settembre  | Soyuz-U 11A511U       | satellite da ricognizione                                        |
| Cosmos 1593  | GLONASS     | 1984-095A | 4 settembre  | Proton-K/DM-2 8K72K   | Sistema satellitare globale di navigazione                       |
| Cosmos 1594  | GLONASS     | 1984-095B | 4 settembre  | Proton-K/DM-2 8K72K   | Sistema satellitare globale di navigazione                       |
| Cosmos 1595  | GLONASS     | 1984-095C | 4 settembre  | Proton-K/DM-2 8K72K   | Sistema satellitare globale di navigazione                       |
| Cosmos 1596  | US-K        | 1984-096A | 7 settembre  | Molniya-M 8K78M       | Missile early warning                                            |
| Cosmos 1597  | Zenit-4MKT  | 1984-099A | 13 settembre | Soyuz-U 11A511U       | satellite da ricognizione                                        |
| Cosmos 1598  | Parus       | 1984-100A | 13 settembre | Kosmos-3M 11K65M      | navigazione satellitare e telecomunicazioni satellitari militare |
| Cosmos 1599  | Yantar-4K2  | 1984-102A | 25 settembre | Soyuz-U 11A511U       | satellite da ricognizione                                        |
| Cosmos 1600  | Zenit-8     | 1984-103A | 27 settembre | Soyuz-U 11A511U       | satellite da ricognizione                                        |
| Cosmos 1601  | Romb        | 1984-104A | 27 settembre | Kosmos-3M 11K65M      | satellite bersaglio per sistemi antiaerei e antimissilistici     |
| Cosmos 1602  | Okean-OE    | 1984-105A | 28 settembre | Tsyklon-3 11K68       | satellite per osservazione della Terra (oceanico)                |
| Cosmos 1603  | Tselina-2   | 1984-106A | 28 settembre | Proton-K/DM-2 8K72K   | satellite militare ELINT                                         |
| Cosmos 1604  | US-K        | 1984-107A | 4 ottobre    | Molniya-M 8K78M       | Missile early warning                                            |
| Cosmos 1605  | Parus       | 1984-109A | 11 ottobre   | Kosmos-3M 11K65M      | navigazione satellitare e telecomunicazioni satellitari militare |
| Cosmos 1606  | Tselina-D   | 1984-111A | 18 ottobre   | Tsyklon-3 11K68       | satellite militare ELINT                                         |
| Cosmos 1607  | US-A        | 1984-112A | 31 ottobre   | Tsyklon-2 11K69       | satellite da ricognizione                                        |
| Cosmos 1608  | Yantar-1KFT | 1984-116A | 14 novembre  | Soyuz-U 11A511U       | satellite da ricognizione                                        |
| Cosmos 1609  | Zenit-8     | 1984-117A | 14 novembre  | Soyuz-U 11A511U       | satellite da ricognizione                                        |
| Cosmos 1610  | Parus       | 1984-118A | 15 novembre  | Kosmos-3M 11K65M      | navigazione satellitare e telecomunicazioni satellitari militare |
| Cosmos 1611  | Yantar-4K2  | 1984-119A | 21 novembre  | Soyuz-U 11A511U       | satellite da ricognizione                                        |
| Cosmos 1612  | Meteor      | 1984-120A | 27 novembre  | Tsyklon-3 11K68       | satellite meteorologico                                          |
| Cosmos 1613  | Zenit-8     | 1984-121A | 29 novembre  | Soyuz-U 11A511U       | satellite da ricognizione                                        |
| Cosmos 1614  | BOR-4       | 1984-126A | 19 dicembre  | Kosmos-3MRB 11K65M-RB | Test per lo spazioplano Spiral                                   |
| Cosmos 1615  | Taifun-1B   | 1984-127A | 20 dicembre  | Kosmos-3M 11K65M      | satellite bersaglio per sistemi antiaerei e antimissilistici     |

## 1985
| Designazione | Nome           | NSSDC ID  | Data         | Lanciatore          | Funzione                                                         |
| ------------ | -------------- | --------- | ------------ | ------------------- | ---------------------------------------------------------------- |
| Cosmos 1616  | Yantar-4K2     | 1985-002A | 9 gennaio    | Soyuz-U 11A511U     | satellite da ricognizione                                        |
| Cosmos 1617  | Strela-3       | 1985-003A | 15 gennaio   | Tsyklon-3 11K68     | satellite per telecomunicazioni militare                         |
| Cosmos 1618  | Strela-3       | 1985-003B | 15 gennaio   | Tsyklon-3 11K68     | satellite per telecomunicazioni militare                         |
| Cosmos 1619  | Strela-3       | 1985-003C | 15 gennaio   | Tsyklon-3 11K68     | satellite per telecomunicazioni militare                         |
| Cosmos 1620  | Strela-3       | 1985-003D | 15 gennaio   | Tsyklon-3 11K68     | satellite per telecomunicazioni militare                         |
| Cosmos 1621  | Strela-3       | 1985-003E | 15 gennaio   | Tsyklon-3 11K68     | satellite per telecomunicazioni militare                         |
| Cosmos 1622  | Strela-3       | 1985-003F | 15 gennaio   | Tsyklon-3 11K68     | satellite per telecomunicazioni militare                         |
| Cosmos 1623  | Zenit-8        | 1985-005A | 16 gennaio   | Soyuz-U 11A511U     | satellite da ricognizione                                        |
| Cosmos 1624  | Strela-2       | 1985-006A | 17 gennaio   | Kosmos-3M 11K65M    | satellite per telecomunicazioni militare                         |
| Cosmos 1625  | US-P           | 1985-008A | 23 gennaio   | Tsyklon-2 11K69     | satellite da ricognizione radar                                  |
| Cosmos 1626  | Tselina-D      | 1985-009A | 24 gennaio   | Tsyklon-3 11K68     | satellite militare ELINT                                         |
| Cosmos 1627  | Parus          | 1985-011A | 1 febbraio   | Kosmos-3M 11K65M    | navigazione satellitare e telecomunicazioni satellitari militare |
| Cosmos 1628  | Zenit-8        | 1985-012A | 6 febbraio   | Soyuz-U 11A511U     | satellite da ricognizione                                        |
| Cosmos 1629  | US-KS          | 1985-016A | 21 febbraio  | Proton-K/DM 8K72K   | Missile early warning                                            |
| Cosmos 1630  | Yantar-4K2     | 1985-017A | 27 febbraio  | Soyuz-U 11A511U     | satellite da ricognizione                                        |
| Cosmos 1631  | Taifun-1       | 1985-018A | 27 febbraio  | Kosmos-3M 11K65M    | satellite bersaglio per sistemi antiaerei e antimissilistici     |
| Cosmos 1632  | Zenit-8        | 1985-019A | 1 marzo      | Soyuz-U 11A511U     | satellite da ricognizione                                        |
| Cosmos 1633  | Tselina-D      | 1985-020A | 5 marzo      | Tsyklon-3 11K68     | satellite militare ELINT                                         |
| Cosmos 1634  | Parus          | 1985-022A | 14 marzo     | Kosmos-3M 11K65M    | navigazione satellitare e telecomunicazioni satellitari militare |
| Cosmos 1635  | Strela-1M      | 1985-023A | 21 marzo     | Kosmos-3M 11K65M    | satellite per telecomunicazioni militare                         |
| Cosmos 1636  | Strela-1M      | 1985-023B | 21 marzo     | Kosmos-3M 11K65M    | satellite per telecomunicazioni militare                         |
| Cosmos 1637  | Strela-1M      | 1985-023C | 21 marzo     | Kosmos-3M 11K65M    | satellite per telecomunicazioni militare                         |
| Cosmos 1638  | Strela-1M      | 1985-023D | 21 marzo     | Kosmos-3M 11K65M    | satellite per telecomunicazioni militare                         |
| Cosmos 1639  | Strela-1M      | 1985-023E | 21 marzo     | Kosmos-3M 11K65M    | satellite per telecomunicazioni militare                         |
| Cosmos 1640  | Strela-1M      | 1985-023F | 21 marzo     | Kosmos-3M 11K65M    | satellite per telecomunicazioni militare                         |
| Cosmos 1641  | Strela-1M      | 1985-023G | 21 marzo     | Kosmos-3M 11K65M    | satellite per telecomunicazioni militare                         |
| Cosmos 1642  | Strela-1M      | 1985-023H | 21 marzo     | Kosmos-3M 11K65M    | satellite per telecomunicazioni militare                         |
| Cosmos 1643  | Yantar-4KS1    | 1985-026A | 25 marzo     | Soyuz-U 11A511U     | satellite da ricognizione                                        |
| Cosmos 1644  | Zenit-8        | 1985-027A | 3 aprile     | Soyuz-U 11A511U     | satellite da ricognizione                                        |
| Cosmos 1645  | Foton          |           | 16 aprile    | Soyuz-U 11A511U     | satellite scientifico                                            |
| Cosmos 1646  | US-P           | 1985-030A | 18 aprile    | Tsyklon-2 11K69     | satellite da ricognizione radar                                  |
| Cosmos 1647  | Yantar-4K2     | 1985-031A | 19 aprile    | Soyuz-U 11A511U     | satellite da ricognizione                                        |
| Cosmos 1648  | Zenit-8        | 1985-032A | 25 aprile    | Soyuz-U 11A511U     | satellite da ricognizione                                        |
| Cosmos 1649  | Zenit-8        | 1985-036A | 15 maggio    | Soyuz-U 11A511U     | satellite da ricognizione                                        |
| Cosmos 1650  | GLONASS        | 1985-037A | 17 maggio    | Proton-K/DM-2 8K72K | Sistema satellitare globale di navigazione                       |
| Cosmos 1651  | GLONASS        | 1985-037B | 17 maggio    | Proton-K/DM-2 8K72K | Sistema satellitare globale di navigazione                       |
| Cosmos 1652  | GLONASS        | 1985-037C | 17 maggio    | Proton-K/DM-2 8K72K | Sistema satellitare globale di navigazione                       |
| Cosmos 1653  | Resurs-F1      | 1985-038A | 22 maggio    | Soyuz-U 11A511U     | satellite per l'osservazione della Terra                         |
| Cosmos 1654  | Yantar-4K2     | 1985-039A | 23 maggio    | Soyuz-U 11A511U     | satellite da ricognizione                                        |
| Cosmos 1655  | Cikada         | 1985-041A | 30 maggio    | Kosmos-3M 11K65M    | navigazione satellitare                                          |
| Cosmos 1656  | Tselina-2      | 1985-042A | 30 maggio    | Proton-K/DM-2 8K72K | satellite militare ELINT                                         |
| Cosmos 1657  | Resurs-F1      | 1985-044A | 7 giugno     | Soyuz-U 11A511U     | satellite per l'osservazione della Terra                         |
| Cosmos 1658  | US-K           | 1985-045A | 11 giugno    | Molniya-M 8K78M     | Missile early warning                                            |
| Cosmos 1659  | Zenit-8        | 1985-046A | 13 giugno    | Soyuz-U 11A511U     | satellite da ricognizione                                        |
| Cosmos 1660  | Geo-IK         | 1985-047A | 14 giugno    | Tsyklon-3 11K68     | Geodesia satellitare                                             |
| Cosmos 1661  | US-K           | 1985-049A | 18 giugno    | Molniya-M 8K78M     | Missile early warning                                            |
| Cosmos 1662  | Romb           | 1985-050A | 19 giugno    | Kosmos-3M 11K65M    | satellite bersaglio per sistemi antiaerei e antimissilistici     |
| Cosmos 1663  | Resurs-F1      | 1985-052A | 21 giugno    | Soyuz-U 11A511U     | satellite per l'osservazione della Terra                         |
| Cosmos 1664  | Zenit-8        | 1985-054A | 26 giugno    | Soyuz-U 11A511U     | satellite da ricognizione                                        |
| Cosmos 1665  | Zenit-8        | 1985-057A | 3 luglio     | Soyuz-U 11A511U     | satellite da ricognizione                                        |
| Cosmos 1666  | Tselina-D      | 1985-058A | 8 luglio     | Tsyklon-3 11K68     | satellite militare ELINT                                         |
| Cosmos 1667  | Bion           |           | 10 luglio    | Soyuz-U 11A511U     | satellite scientifico                                            |
| Cosmos 1668  | Zenit-8        | 1985-060A | 15 luglio    | Soyuz-U 11A511U     | satellite da ricognizione                                        |
| Cosmos 1669  | Progress 7K-TG | 1985-062A | 19 luglio    | Soyuz-U 11A511U     |                                                                  |
| Cosmos 1670  | US-A           | 1985-064A | 1 agosto     | Tsyklon-2 11K69     | satellite da ricognizione                                        |
| Cosmos 1671  | Zenit-8        | 1985-065A | 2 agosto     | Soyuz-U 11A511U     | satellite da ricognizione                                        |
| Cosmos 1672  | Resurs-F1      | 1985-067A | 7 agosto     | Soyuz-U 11A511U     | satellite per l'osservazione della Terra                         |
| Cosmos 1673  | Yantar-1KFT    | 1985-068A | 8 agosto     | Soyuz-U 11A511U     | satellite da ricognizione                                        |
| Cosmos 1674  | Tselina-D      | 1985-069A | 8 agosto     | Tsyklon-3 11K68     | satellite militare ELINT                                         |
| Cosmos 1675  | US-K           | 1985-071A | 12 agosto    | Molniya-M 8K78M     | Missile early warning                                            |
| Cosmos 1676  | Yantar-4K2     | 1985-072A | 16 agosto    | Soyuz-U 11A511U     | satellite da ricognizione                                        |
| Cosmos 1677  | US-A           | 1985-075A | 23 agosto    | Tsyklon-2 11K69     | satellite da ricognizione                                        |
| Cosmos 1678  | Resurs-F1      | 1985-077A | 29 agosto    | Soyuz-U 11A511U     | satellite per l'osservazione della Terra                         |
| Cosmos 1679  | Yantar-4K2     | 1985-078A | 29 agosto    | Soyuz-U 11A511U     | satellite da ricognizione                                        |
| Cosmos 1680  | Strela-2       | 1985-079A | 4 settembre  | Kosmos-3M 11K65M    | satellite per telecomunicazioni militare                         |
| Cosmos 1681  | Zenit-4MKT     | 1985-080A | 6 settembre  | Soyuz-U 11A511U     | satellite da ricognizione                                        |
| Cosmos 1682  | US-P           | 1985-082A | 19 settembre | Tsyklon-2 11K69     | satellite da ricognizione radar                                  |
| Cosmos 1683  | Zenit-8        | 1985-083A | 19 settembre | Soyuz-U 11A511U     | satellite da ricognizione                                        |
| Cosmos 1684  | US-K           | 1985-084A | 24 settembre | Molniya-M 8K78M     | Missile early warning                                            |
| Cosmos 1685  | Zenit-8        | 1985-085A | 26 settembre | Soyuz-U 11A511U     | satellite da ricognizione                                        |
| Cosmos 1686  | TKS-M          | 1985-086A | 27 settembre | Proton-K 8K72K      | Veicolo spaziale per la stazione spaziale militare Almaz         |
| Cosmos 1687  | US-K           | 1985-088A | 30 settembre | Molniya-M 8K78M     | Missile early warning                                            |
| Cosmos 1688  | Romb           | 1985-089A | 2 ottobre    | Kosmos-3M 11K65M    | satellite bersaglio per sistemi antiaerei e antimissilistici     |
| Cosmos 1689  | Resurs-O1      | 1985-090A | 3 ottobre    | Vostok-2M 8A92M     | satellite per l'osservazione della Terra                         |
| Cosmos 1690  | Strela-3       | 1985-094A | 9 ottobre    | Tsyklon-3 11K68     | satellite per telecomunicazioni militare                         |
| Cosmos 1691  | Strela-3       | 1985-094B | 9 ottobre    | Tsyklon-3 11K68     | satellite per telecomunicazioni militare                         |
| Cosmos 1692  | Strela-3       | 1985-094C | 9 ottobre    | Tsyklon-3 11K68     | satellite per telecomunicazioni militare                         |
| Cosmos 1693  | Strela-3       | 1985-094D | 9 ottobre    | Tsyklon-3 11K68     | satellite per telecomunicazioni militare                         |
| Cosmos 1694  | Strela-3       | 1985-094E | 9 ottobre    | Tsyklon-3 11K68     | satellite per telecomunicazioni militare                         |
| Cosmos 1695  | Strela-3       | 1985-094F | 9 ottobre    | Tsyklon-3 11K68     | satellite per telecomunicazioni militare                         |
| Cosmos 1696  | Zenit-8        | 1985-095A | 16 ottobre   | Soyuz-U 11A511U     | satellite da ricognizione                                        |
| Cosmos 1697  | Tselina-2      | 1985-097A | 22 ottobre   | Zenit-2 11K77       | satellite militare ELINT                                         |
| Cosmos 1698  | US-K           | 1985-098A | 22 ottobre   | Molniya-M 8K78M     | Missile early warning                                            |
| Cosmos 1699  | Yantar-4K2     | 1985-101A | 25 ottobre   | Soyuz-U 11A511U     | satellite da ricognizione                                        |
| Cosmos 1700  | Luch           | 1985-102A | 25 ottobre   | Proton-K/DM-2 8K72K | satellite militare per telecomunicazioni                         |
| Cosmos 1701  | US-K           | 1985-105A | 9 novembre   | Molniya-M 8K78M     | Missile early warning                                            |
| Cosmos 1702  | Zenit-8        | 1985-106A | 13 novembre  | Soyuz-U 11A511U     | satellite da ricognizione                                        |
| Cosmos 1703  | Tselina-D      | 1985-108A | 22 novembre  | Tsyklon-3 11K68     | satellite militare ELINT                                         |
| Cosmos 1704  | Parus          | 1985-110A | 28 novembre  | Kosmos-3M 11K65M    | navigazione satellitare e telecomunicazioni satellitari militare |
| Cosmos 1705  | Zenit-8        | 1985-111A | 3 dicembre   | Soyuz-U 11A511U     | satellite da ricognizione                                        |
| Cosmos 1706  | Yantar-4K2     | 1985-112A | 11 dicembre  | Soyuz-U 11A511U     | satellite da ricognizione                                        |
| Cosmos 1707  | Tselina-D      | 1985-113A | 12 dicembre  | Tsyklon-3 11K68     | satellite militare ELINT                                         |
| Cosmos 1708  | Resurs-F1      | 1985-115A | 13 dicembre  | Soyuz-U 11A511U     | satellite per l'osservazione della Terra                         |
| Cosmos 1709  | Parus          | 1985-116A | 19 dicembre  | Kosmos-3M 11K65M    | navigazione satellitare e telecomunicazioni satellitari militare |
| Cosmos 1710  | GLONASS        | 1985-118A | 24 dicembre  | Proton-K/DM-2 8K72K | Sistema satellitare globale di navigazione                       |
| Cosmos 1711  | GLONASS        | 1985-118B | 24 dicembre  | Proton-K/DM-2 8K72K | Sistema satellitare globale di navigazione                       |
| Cosmos 1712  | GLONASS        | 1985-118C | 24 dicembre  | Proton-K/DM-2 8K72K | Sistema satellitare globale di navigazione                       |
| Cosmos 1713  | Efir           | 1985-120A | 27 dicembre  | Soyuz-U 11A511U     | satellite scientifico per lo studio della magnetosfera terrestre |
| Cosmos 1714  | Tselina-2      | 1985-121A | 28 dicembre  | Zenit-2 11K77       | satellite militare ELINT                                         |

## 1986
| Designazione | Nome        | NSSDC ID  | Data         | Lanciatore          | Funzione                                                         |
| ------------ | ----------- | --------- | ------------ | ------------------- | ---------------------------------------------------------------- |
| Cosmos 1715  | Zenit-8     | 1986-001A | 8 gennaio    | Soyuz-U 11A511U     | satellite da ricognizione                                        |
| Cosmos 1716  | Strela-1M   | 1986-002A | 9 gennaio    | Kosmos-3M 11K65M    | satellite per telecomunicazioni militare                         |
| Cosmos 1717  | Strela-1M   | 1986-002B | 9 gennaio    | Kosmos-3M 11K65M    | satellite per telecomunicazioni militare                         |
| Cosmos 1718  | Strela-1M   | 1986-002C | 9 gennaio    | Kosmos-3M 11K65M    | satellite per telecomunicazioni militare                         |
| Cosmos 1719  | Strela-1M   | 1986-002D | 9 gennaio    | Kosmos-3M 11K65M    | satellite per telecomunicazioni militare                         |
| Cosmos 1720  | Strela-1M   | 1986-002E | 9 gennaio    | Kosmos-3M 11K65M    | satellite per telecomunicazioni militare                         |
| Cosmos 1721  | Strela-1M   | 1986-002F | 9 gennaio    | Kosmos-3M 11K65M    | satellite per telecomunicazioni militare                         |
| Cosmos 1722  | Strela-1M   | 1986-002G | 9 gennaio    | Kosmos-3M 11K65M    | satellite per telecomunicazioni militare                         |
| Cosmos 1723  | Strela-1M   | 1986-002H | 9 gennaio    | Kosmos-3M 11K65M    | satellite per telecomunicazioni militare                         |
| Cosmos 1724  | Yantar-4K2  | 1986-004A | 15 gennaio   | Soyuz-U 11A511U     | satellite da ricognizione                                        |
| Cosmos 1725  | Parus       | 1986-005A | 16 gennaio   | Kosmos-3M 11K65M    | navigazione satellitare e telecomunicazioni satellitari militare |
| Cosmos 1726  | Tselina-D   | 1986-006A | 17 gennaio   | Tsyklon-3 11K68     | satellite militare ELINT                                         |
| Cosmos 1727  | Cikada      | 1986-008A | 23 gennaio   | Kosmos-3M 11K65M    | navigazione satellitare                                          |
| Cosmos 1728  | Zenit-8     | 1986-009A | 28 gennaio   | Soyuz-U 11A511U     | satellite da ricognizione                                        |
| Cosmos 1729  | US-K        | 1986-011A | 1 febbraio   | Molniya-M 8K78M     | Missile early warning                                            |
| Cosmos 1730  | Zenit-8     | 1986-012A | 4 febbraio   | Soyuz-U 11A511U     | satellite da ricognizione                                        |
| Cosmos 1731  | Yantar-4KS1 | 1986-013A | 7 febbraio   | Soyuz-U 11A511U     | satellite da ricognizione                                        |
| Cosmos 1732  | Geo-IK      | 1986-015A | 11 febbraio  | Tsyklon-3 11K68     | Geodesia satellitare                                             |
| Cosmos 1733  | Tselina-D   | 1986-018A | 19 febbraio  | Tsyklon-3 11K68     | satellite militare ELINT                                         |
| Cosmos 1734  | Yantar-4K2  | 1986-020A | 26 febbraio  | Soyuz-U 11A511U     | satellite da ricognizione                                        |
| Cosmos 1735  | US-PM       | 1986-021A | 27 febbraio  | Tsyklon-2 11K69     | satellite da ricognizione radar                                  |
| Cosmos 1736  | US-A        | 1986-024A | 21 marzo     | Tsyklon-2 11K69     | satellite da ricognizione                                        |
| Cosmos 1737  | US-PM       | 1986-025A | 25 marzo     | Tsyklon-2 11K69     | satellite da ricognizione radar                                  |
| Cosmos 1738  | Potok       | 1986-027A | 4 aprile     | Proton-K/DM 8K72K   | satellite per telecomunicazioni militare                         |
| Cosmos 1739  | Yantar-4K2  | 1986-028A | 9 aprile     | Soyuz-U 11A511U     | satellite da ricognizione                                        |
| Cosmos 1740  | Zenit-8     | 1986-029A | 15 aprile    | Soyuz-U 11A511U     | satellite da ricognizione                                        |
| Cosmos 1741  | Strela-2    | 1986-030A | 17 aprile    | Kosmos-3M 11K65M    | satellite per telecomunicazioni militare                         |
| Cosmos 1742  | Zenit-8     | 1986-033A | 14 maggio    | Soyuz-U 11A511U     | satellite da ricognizione                                        |
| Cosmos 1743  | Tselina-D   | 1986-034A | 15 maggio    | Tsyklon-3 11K68     | satellite militare ELINT                                         |
| Cosmos 1744  | Foton       |           | 21 maggio    | Soyuz-U 11A511U     | satellite scientifico                                            |
| Cosmos 1745  | Parus       | 1986-037A | 23 maggio    | Kosmos-3M 11K65M    | navigazione satellitare e telecomunicazioni satellitari militare |
| Cosmos 1746  | Resurs-F1   | 1986-040A | 28 maggio    | Soyuz-U 11A511U     | satellite per l'osservazione della Terra                         |
| Cosmos 1747  | Zenit-8     | 1986-041A | 29 maggio    | Soyuz-U 11A511U     | satellite da ricognizione                                        |
| Cosmos 1748  | Strela-1M   | 1986-042A | 6 giugno     | Kosmos-3M 11K65M    | satellite per telecomunicazioni militare                         |
| Cosmos 1749  | Strela-1M   | 1986-042B | 6 giugno     | Kosmos-3M 11K65M    | satellite per telecomunicazioni militare                         |
| Cosmos 1750  | Strela-1M   | 1986-042C | 6 giugno     | Kosmos-3M 11K65M    | satellite per telecomunicazioni militare                         |
| Cosmos 1751  | Strela-1M   | 1986-042D | 6 giugno     | Kosmos-3M 11K65M    | satellite per telecomunicazioni militare                         |
| Cosmos 1752  | Strela-1M   | 1986-042E | 6 giugno     | Kosmos-3M 11K65M    | satellite per telecomunicazioni militare                         |
| Cosmos 1753  | Strela-1M   | 1986-042F | 6 giugno     | Kosmos-3M 11K65M    | satellite per telecomunicazioni militare                         |
| Cosmos 1754  | Strela-1M   | 1986-042G | 6 giugno     | Kosmos-3M 11K65M    | satellite per telecomunicazioni militare                         |
| Cosmos 1755  | Strela-1M   | 1986-042H | 6 giugno     | Kosmos-3M 11K65M    | satellite per telecomunicazioni militare                         |
| Cosmos 1756  | Yantar-4K2  | 1986-043A | 6 giugno     | Soyuz-U 11A511U     | satellite da ricognizione                                        |
| Cosmos 1757  | Zenit-8     | 1986-045A | 11 giugno    | Soyuz-U 11A511U     | satellite da ricognizione                                        |
| Cosmos 1758  | Tselina-D   | 1986-046A | 12 giugno    | Tsyklon-3 11K68     | satellite militare ELINT                                         |
| Cosmos 1759  | Parus       | 1986-047A | 18 giugno    | Kosmos-3M 11K65M    | navigazione satellitare e telecomunicazioni satellitari militare |
| Cosmos 1760  | Zenit-8     | 1986-048A | 19 giugno    | Soyuz-U 11A511U     | satellite da ricognizione                                        |
| Cosmos 1761  | US-K        | 1986-050A | 5 luglio     | Molniya-M 8K78M     | Missile early warning                                            |
| Cosmos 1762  | Resurs-F1   | 1986-051A | 10 luglio    | Soyuz-U 11A511U     | satellite per l'osservazione della Terra                         |
| Cosmos 1763  | Strela-2    | 1986-052A | 16 luglio    | Kosmos-3M 11K65M    | satellite per telecomunicazioni militare                         |
| Cosmos 1764  | Yantar-4K2  | 1986-053A | 17 luglio    | Soyuz-U 11A511U     | satellite da ricognizione                                        |
| Cosmos 1765  | Zenit-8     | 1986-054A | 24 luglio    | Soyuz-U 11A511U     | satellite da ricognizione                                        |
| Cosmos 1766  | Okean-O1    | 1986-055A | 28 luglio    | Tsyklon-3 11K68     | satellite per osservazione della Terra (oceanico)                |
| Cosmos 1767  | Tselina-2   | 1986-056A | 30 luglio    | Zenit-2 11K77       | satellite militare ELINT                                         |
| Cosmos 1768  | Resurs-F1   | 1986-058A | 2 agosto     | Soyuz-U 11A511U     | satellite per l'osservazione della Terra                         |
| Cosmos 1769  | US-PM       | 1986-059A | 4 agosto     | Tsyklon-2 11K69     | satellite da ricognizione radar                                  |
| Cosmos 1770  | Yantar-4KS1 | 1986-060A | 6 agosto     | Soyuz-U 11A511U     | satellite da ricognizione                                        |
| Cosmos 1771  | US-A        | 1986-062A | 20 agosto    | Tsyklon-2 11K69     | satellite da ricognizione                                        |
| Cosmos 1772  | Zenit-8     | 1986-063A | 21 agosto    | Soyuz-U 11A511U     | satellite da ricognizione                                        |
| Cosmos 1773  | Yantar-4K2  | 1986-064A | 27 agosto    | Soyuz-U 11A511U     | satellite da ricognizione                                        |
| Cosmos 1774  | US-K        | 1986-065A | 28 agosto    | Molniya-M 8K78M     | Missile early warning                                            |
| Cosmos 1775  | Zenit-8     | 1986-066A | 3 settembre  | Soyuz-U 11A511U     | satellite da ricognizione                                        |
| Cosmos 1776  | Romb        | 1986-067A | 3 settembre  | Kosmos-3M 11K65M    | satellite bersaglio per sistemi antiaerei e antimissilistici     |
| Cosmos 1777  | Strela-2    | 1986-070A | 10 settembre | Kosmos-3M 11K65M    | satellite per telecomunicazioni militare                         |
| Cosmos 1778  | GLONASS     | 1986-071A | 16 settembre | Proton-K/DM-2 8K72K | Sistema satellitare globale di navigazione                       |
| Cosmos 1779  | GLONASS     | 1986-071B | 16 settembre | Proton-K/DM-2 8K72K | Sistema satellitare globale di navigazione                       |
| Cosmos 1780  | GLONASS     | 1986-071C | 16 settembre | Proton-K/DM-2 8K72K | Sistema satellitare globale di navigazione                       |
| Cosmos 1781  | Zenit-8     | 1986-072A | 17 settembre | Soyuz-U 11A511U     | satellite da ricognizione                                        |
| Cosmos 1782  | Tselina-D   | 1986-074A | 30 settembre | Tsyklon-3 11K68     | satellite militare ELINT                                         |
| Cosmos 1783  | US-K        | 1986-075A | 3 ottobre    | Molniya-M 8K78M     | Missile early warning                                            |
| Cosmos 1784  | Yantar-1KFT | 1986-077A | 6 ottobre    | Soyuz-U 11A511U     | satellite da ricognizione                                        |
| Cosmos 1785  | US-K        | 1986-078A | 15 ottobre   | Molniya-M 8K78M     | Missile early warning                                            |
| Cosmos 1786  | Taifun-1B   | 1986-080A | 22 ottobre   | Zenit-2 11K77       | satellite bersaglio per sistemi antiaerei e antimissilistici     |
| Cosmos 1787  | Zenit-8     | 1986-081A | 22 ottobre   | Soyuz-U 11A511U     | satellite da ricognizione                                        |
| Cosmos 1788  | Taifun-1    | 1986-083A | 27 ottobre   | Kosmos-3M 11K65M    | satellite bersaglio per sistemi antiaerei e antimissilistici     |
| Cosmos 1789  | Resurs-F1   | 1986-084A | 31 ottobre   | Soyuz-U 11A511U     | satellite per l'osservazione della Terra                         |
| Cosmos 1790  | Zenit-8     | 1986-085A | 4 novembre   | Soyuz-U 11A511U     | satellite da ricognizione                                        |
| Cosmos 1791  | Cikada      | 1986-086A | 13 novembre  | Kosmos-3M 11K65M    | navigazione satellitare                                          |
| Cosmos 1792  | Yantar-4K2  | 1986-087A | 13 novembre  | Soyuz-U 11A511U     | satellite da ricognizione                                        |
| Cosmos 1793  | US-K        | 1986-091A | 20 novembre  | Molniya-M 8K78M     | Missile early warning                                            |
| Cosmos 1794  | Strela-1M   | 1986-092A | 21 novembre  | Kosmos-3M 11K65M    | satellite per telecomunicazioni militare                         |
| Cosmos 1795  | Strela-1M   | 1986-092B | 21 novembre  | Kosmos-3M 11K65M    | satellite per telecomunicazioni militare                         |
| Cosmos 1796  | Strela-1M   | 1986-092C | 21 novembre  | Kosmos-3M 11K65M    | satellite per telecomunicazioni militare                         |
| Cosmos 1797  | Strela-1M   | 1986-092D | 21 novembre  | Kosmos-3M 11K65M    | satellite per telecomunicazioni militare                         |
| Cosmos 1798  | Strela-1M   | 1986-092E | 21 novembre  | Kosmos-3M 11K65M    | satellite per telecomunicazioni militare                         |
| Cosmos 1799  | Strela-1M   | 1986-092F | 21 novembre  | Kosmos-3M 11K65M    | satellite per telecomunicazioni militare                         |
| Cosmos 1800  | Strela-1M   | 1986-092G | 21 novembre  | Kosmos-3M 11K65M    | satellite per telecomunicazioni militare                         |
| Cosmos 1801  | Strela-1M   | 1986-092H | 21 novembre  | Kosmos-3M 11K65M    | satellite per telecomunicazioni militare                         |
| Cosmos 1802  | Parus       | 1986-093A | 24 novembre  | Kosmos-3M 11K65M    | navigazione satellitare e telecomunicazioni satellitari militare |
| Cosmos 1803  | Geo-IK      | 1986-094A | 2 dicembre   | Tsyklon-3 11K68     | Geodesia satellitare                                             |
| Cosmos 1804  | Zenit-8     | 1986-095A | 4 dicembre   | Soyuz-U 11A511U     | satellite da ricognizione                                        |
| Cosmos 1805  | Tselina-R   | 1986-097A | 10 dicembre  | Tsyklon-3 11K68     | satellite militare ELINT                                         |
| Cosmos 1806  | US-K        | 1986-098A | 12 dicembre  | Molniya-M 8K78M     | Missile early warning                                            |
| Cosmos 1807  | Yantar-4K2  | 1986-099A | 16 dicembre  | Soyuz-U 11A511U     | satellite da ricognizione                                        |
| Cosmos 1808  | Parus       | 1986-100A | 17 dicembre  | Kosmos-3M 11K65M    | navigazione satellitare e telecomunicazioni satellitari militare |
| Cosmos 1809  | AUOS-Z-I-E  |           | 18 dicembre  | Tsyklon-3 11K68     | satellite scientifico                                            |
| Cosmos 1810  | Yantar-4KS1 | 1986-102A | 26 dicembre  | Soyuz-U 11A511U     | satellite da ricognizione                                        |

## 1987
| Designazione | Nome        | NSSDC ID  | Data         | Lanciatore          | Funzione                                                         |
| ------------ | ----------- | --------- | ------------ | ------------------- | ---------------------------------------------------------------- |
| Cosmos 1811  | Yantar-4K2  | 1987-002A | 9 gennaio    | Soyuz-U 11A511U     | satellite da ricognizione                                        |
| Cosmos 1812  | Tselina-D   | 1987-003A | 14 gennaio   | Tsyklon-3 11K68     | satellite militare ELINT                                         |
| Cosmos 1813  | Zenit-8     | 1987-004A | 15 gennaio   | Soyuz-U 11A511U     | satellite da ricognizione                                        |
| Cosmos 1814  | Strela-2    | 1987-006A | 21 gennaio   | Kosmos-3M 11K65M    | satellite per telecomunicazioni militare                         |
| Cosmos 1815  | Romb        | 1987-007A | 22 gennaio   | Kosmos-3M 11K65M    | satellite bersaglio per sistemi antiaerei e antimissilistici     |
| Cosmos 1816  | Cikada      | 1987-009A | 29 gennaio   | Kosmos-3M 11K65M    | navigazione satellitare                                          |
| Cosmos 1817  | Ekran-M     | 1987-010A | 30 gennaio   | Proton-K/DM-2 8K72K | satellite per telecomunicazioni                                  |
| Cosmos 1818  | Plazma-A    | 1987-011A | 1 febbraio   | Tsyklon-2 11K69     | satellite sperimentale per la propulsione ionica                 |
| Cosmos 1819  | Zenit-8     | 1987-014A | 7 febbraio   | Soyuz-U 11A511U     | satellite da ricognizione                                        |
| Cosmos 1820  | Tselina-2   | 1987-016A | 14 febbraio  | Zenit-2 11K77       | satellite militare ELINT                                         |
| Cosmos 1821  | Parus       | 1987-017A | 18 febbraio  | Kosmos-3M 11K65M    | navigazione satellitare e telecomunicazioni satellitari militare |
| Cosmos 1822  | Zenit-8     | 1987-019A | 19 febbraio  | Soyuz-U 11A511U     | satellite da ricognizione                                        |
| Cosmos 1823  | Geo-IK      | 1987-020A | 20 febbraio  | Tsyklon-3 11K68     | Geodesia satellitare                                             |
| Cosmos 1824  | Yantar-4K2  | 1987-021A | 26 febbraio  | Soyuz-U 11A511U     | satellite da ricognizione                                        |
| Cosmos 1825  | Tselina-D   | 1987-024A | 3 marzo      | Tsyklon-3 11K68     | satellite militare ELINT                                         |
| Cosmos 1826  | Zenit-8     | 1987-025A | 11 marzo     | Soyuz-U 11A511U     | satellite da ricognizione                                        |
| Cosmos 1827  | Strela-3    | 1987-026A | 13 marzo     | Tsyklon-3 11K68     | satellite per telecomunicazioni militare                         |
| Cosmos 1828  | Strela-3    | 1987-026B | 13 marzo     | Tsyklon-3 11K68     | satellite per telecomunicazioni militare                         |
| Cosmos 1829  | Strela-3    | 1987-026C | 13 marzo     | Tsyklon-3 11K68     | satellite per telecomunicazioni militare                         |
| Cosmos 1830  | Strela-3    | 1987-026D | 13 marzo     | Tsyklon-3 11K68     | satellite per telecomunicazioni militare                         |
| Cosmos 1831  | Strela-3    | 1987-026E | 13 marzo     | Tsyklon-3 11K68     | satellite per telecomunicazioni militare                         |
| Cosmos 1832  | Strela-3    | 1987-026F | 13 marzo     | Tsyklon-3 11K68     | satellite per telecomunicazioni militare                         |
| Cosmos 1833  | Tselina-2   | 1987-027A | 18 marzo     | Zenit-2 11K77       | satellite militare ELINT                                         |
| Cosmos 1834  | US-PM       | 1987-031A | 8 aprile     | Tsyklon-2 11K69     | satellite da ricognizione radar                                  |
| Cosmos 1835  | Yantar-4K2  | 1987-032A | 9 aprile     | Soyuz-U 11A511U     | satellite da ricognizione                                        |
| Cosmos 1836  | Yantar-4KS1 | 1987-033A | 16 aprile    | Soyuz-U 11A511U     | satellite da ricognizione                                        |
| Cosmos 1837  | Zenit-8     | 1987-035A | 22 aprile    | Soyuz-U 11A511U     | satellite da ricognizione                                        |
| Cosmos 1838  | GLONASS     | 1987-036A | 24 aprile    | Proton-K/DM-2 8K72K | Sistema satellitare globale di navigazione                       |
| Cosmos 1839  | GLONASS     | 1987-036B | 24 aprile    | Proton-K/DM-2 8K72K | Sistema satellitare globale di navigazione                       |
| Cosmos 1840  | GLONASS     | 1987-036C | 24 aprile    | Proton-K/DM-2 8K72K | Sistema satellitare globale di navigazione                       |
| Cosmos 1841  | Foton       |           | 24 aprile    | Soyuz-U 11A511U     | satellite scientifico                                            |
| Cosmos 1842  | Tselina-D   | 1987-038A | 27 aprile    | Tsyklon-3 11K68     | satellite militare ELINT                                         |
| Cosmos 1843  | Zenit-8     | 1987-039A | 5 maggio     | Soyuz-U 11A511U     | satellite da ricognizione                                        |
| Cosmos 1844  | Tselina-2   | 1987-041A | 13 maggio    | Zenit-2 11K77       | satellite militare ELINT                                         |
| Cosmos 1845  | Zenit-8     | 1987-042A | 13 maggio    | Soyuz-U 11A511U     | satellite da ricognizione                                        |
| Cosmos 1846  | Resurs-F1   | 1987-045A | 21 maggio    | Soyuz-U 11A511U     | satellite per l'osservazione della Terra                         |
| Cosmos 1847  | Yantar-4K2  | 1987-046A | 26 maggio    | Soyuz-U 11A511U     | satellite da ricognizione                                        |
| Cosmos 1848  | Zenit-8     | 1987-047A | 28 maggio    | Soyuz-U 11A511U     | satellite da ricognizione                                        |
| Cosmos 1849  | US-K        | 1987-048A | 4 giugno     | Molniya-M 8K78M     | Missile early warning                                            |
| Cosmos 1850  | Strela-2    | 1987-049A | 9 giugno     | Kosmos-3M 11K65M    | satellite per telecomunicazioni militare                         |
| Cosmos 1851  | US-K        | 1987-050A | 12 giugno    | Molniya-M 8K78M     | Missile early warning                                            |
| Cosmos 1852  | Strela-1M   | 1987-051A | 16 giugno    | Kosmos-3M 11K65M    | satellite per telecomunicazioni militare                         |
| Cosmos 1853  | Strela-1M   | 1987-051B | 16 giugno    | Kosmos-3M 11K65M    | satellite per telecomunicazioni militare                         |
| Cosmos 1854  | Strela-1M   | 1987-051C | 16 giugno    | Kosmos-3M 11K65M    | satellite per telecomunicazioni militare                         |
| Cosmos 1855  | Strela-1M   | 1987-051D | 16 giugno    | Kosmos-3M 11K65M    | satellite per telecomunicazioni militare                         |
| Cosmos 1856  | Strela-1M   | 1987-051E | 16 giugno    | Kosmos-3M 11K65M    | satellite per telecomunicazioni militare                         |
| Cosmos 1857  | Strela-1M   | 1987-051F | 16 giugno    | Kosmos-3M 11K65M    | satellite per telecomunicazioni militare                         |
| Cosmos 1858  | Strela-1M   | 1987-051G | 16 giugno    | Kosmos-3M 11K65M    | satellite per telecomunicazioni militare                         |
| Cosmos 1859  | Strela-1M   | 1987-051H | 16 giugno    | Kosmos-3M 11K65M    | satellite per telecomunicazioni militare                         |
| Cosmos 1860  | US-A        | 1987-052A | 18 giugno    | Tsyklon-2 11K69     | satellite da ricognizione                                        |
| Cosmos 1861  | Cikada      | 1987-054A | 23 giugno    | Kosmos-3M 11K65M    | navigazione satellitare                                          |
| Cosmos 1862  | Tselina-D   | 1987-055A | 1 luglio     | Tsyklon-3 11K68     | satellite militare ELINT                                         |
| Cosmos 1863  | Zenit-8     | 1987-056A | 4 luglio     | Soyuz-U 11A511U     | satellite da ricognizione                                        |
| Cosmos 1864  | Parus       | 1987-057A | 6 luglio     | Kosmos-3M 11K65M    | navigazione satellitare e telecomunicazioni satellitari militare |
| Cosmos 1865  | Yantar-1KFT | 1987-058A | 8 luglio     | Soyuz-U 11A511U     | satellite da ricognizione                                        |
| Cosmos 1866  | Yantar-4K2  | 1987-059A | 9 luglio     | Soyuz-U 11A511U     | satellite da ricognizione                                        |
| Cosmos 1867  | Plazma-A    | 1987-060A | 10 luglio    | Tsyklon-2 11K69     | satellite sperimentale per la propulsione ionica                 |
| Cosmos 1868  | Taifun-1B   | 1987-061A | 14 luglio    | Kosmos-3M 11K65M    | satellite bersaglio per sistemi antiaerei e antimissilistici     |
| Cosmos 1869  | Okean-O1    | 1987-062A | 16 luglio    | Tsyklon-3 11K68     | satellite per osservazione della Terra (oceanico)                |
| Cosmos 1870  | Almaz-T     | 1987-064A | 25 luglio    | Proton-K 8K72K      | satellite da ricognizione                                        |
| Cosmos 1871  | Tselina-2   | 1987-065A | 1 agosto     | Zenit-2 11K77       | satellite militare ELINT                                         |
| Cosmos 1872  | Zenit-8     | 1987-069A | 19 agosto    | Soyuz-U 11A511U     | satellite da ricognizione                                        |
| Cosmos 1873  | Tselina-2   | 1987-071A | 28 agosto    | Zenit-2 11K77       | satellite militare ELINT                                         |
| Cosmos 1874  | Zenit-8     | 1987-072A | 3 settembre  | Soyuz-U 11A511U     | satellite da ricognizione                                        |
| Cosmos 1875  | Strela-3    | 1987-074A | 7 settembre  | Tsyklon-3 11K68     | satellite per telecomunicazioni militare                         |
| Cosmos 1876  | Strela-3    | 1987-074B | 7 settembre  | Tsyklon-3 11K68     | satellite per telecomunicazioni militare                         |
| Cosmos 1877  | Strela-3    | 1987-074C | 7 settembre  | Tsyklon-3 11K68     | satellite per telecomunicazioni militare                         |
| Cosmos 1878  | Strela-3    | 1987-074D | 7 settembre  | Tsyklon-3 11K68     | satellite per telecomunicazioni militare                         |
| Cosmos 1879  | Strela-3    | 1987-074E | 7 settembre  | Tsyklon-3 11K68     | satellite per telecomunicazioni militare                         |
| Cosmos 1880  | Strela-3    | 1987-074F | 7 settembre  | Tsyklon-3 11K68     | satellite per telecomunicazioni militare                         |
| Cosmos 1881  | Yantar-4KS1 | 1987-076A | 11 settembre | Soyuz-U 11A511U     | satellite da ricognizione                                        |
| Cosmos 1882  | Resurs-F1   | 1987-077A | 15 settembre | Soyuz-U 11A511U     | satellite per l'osservazione della Terra                         |
| Cosmos 1883  | GLONASS     | 1987-079A | 16 settembre | Proton-K/DM-2 8K72K | Sistema satellitare globale di navigazione                       |
| Cosmos 1884  | GLONASS     | 1987-079B | 16 settembre | Proton-K/DM-2 8K72K | Sistema satellitare globale di navigazione                       |
| Cosmos 1885  | GLONASS     | 1987-079C | 16 settembre | Proton-K/DM-2 8K72K | Sistema satellitare globale di navigazione                       |
| Cosmos 1886  | Yantar-4K2  | 1987-081A | 17 settembre | Soyuz-U 11A511U     | satellite da ricognizione                                        |
| Cosmos 1887  | Bion        |           | 29 settembre | Soyuz-U 11A511U     | satellite scientifico                                            |
| Cosmos 1888  | Potok       | 1987-084A | 1 ottobre    | Proton-K/DM-2 8K72K | satellite per telecomunicazioni militare                         |
| Cosmos 1889  | Zenit-8     | 1987-085A | 9 ottobre    | Soyuz-U 11A511U     | satellite da ricognizione                                        |
| Cosmos 1890  | US-PM       | 1987-086A | 10 ottobre   | Tsyklon-2 11K69     | satellite da ricognizione radar                                  |
| Cosmos 1891  | Parus       | 1987-087A | 14 ottobre   | Kosmos-3M 11K65M    | navigazione satellitare e telecomunicazioni satellitari militare |
| Cosmos 1892  | Tselina-D   | 1987-088A | 20 ottobre   | Tsyklon-3 11K68     | satellite militare ELINT                                         |
| Cosmos 1893  | Yantar-4K2  | 1987-089A | 22 ottobre   | Soyuz-U 11A511U     | satellite da ricognizione                                        |
| Cosmos 1894  | US-KS       | 1987-091A | 28 ottobre   | Proton-K/DM-2 8K72K | Missile early warning                                            |
| Cosmos 1895  | Zenit-8     | 1987-092A | 11 novembre  | Soyuz-U 11A511U     | satellite da ricognizione                                        |
| Cosmos 1896  | Yantar-1KFT | 1987-093A | 14 novembre  | Soyuz-U 11A511U     | satellite da ricognizione                                        |
| Cosmos 1897  | Luch        | 1987-096A | 26 novembre  | Proton-K/DM-2 8K72K | satellite militare per telecomunicazioni                         |
| Cosmos 1898  | Strela-2    | 1987-098A | 1 dicembre   | Kosmos-3M 11K65M    | satellite per telecomunicazioni militare                         |
| Cosmos 1899  | Zenit-8     | 1987-099A | 7 dicembre   | Soyuz-U 11A511U     | satellite da ricognizione                                        |
| Cosmos 1900  | US-A        | 1987-101A | 12 dicembre  | Tsyklon-2 11K69     | satellite da ricognizione                                        |
| Cosmos 1901  | Yantar-4K2  | 1987-102A | 14 dicembre  | Soyuz-U 11A511U     | satellite da ricognizione                                        |
| Cosmos 1902  | Taifun-1    | 1987-103A | 15 dicembre  | Kosmos-3M 11K65M    | satellite bersaglio per sistemi antiaerei e antimissilistici     |
| Cosmos 1903  | US-K        | 1987-105A | 21 dicembre  | Molniya-M 8K78M     | Missile early warning                                            |
| Cosmos 1904  | Parus       | 1987-106A | 23 dicembre  | Kosmos-3M 11K65M    | navigazione satellitare e telecomunicazioni satellitari militare |
| Cosmos 1905  | Zenit-8     | 1987-107A | 25 dicembre  | Soyuz-U 11A511U     | satellite da ricognizione                                        |
| Cosmos 1906  | Resurs-F2   | 1987-108A | 26 dicembre  | Soyuz-U 11A511U     | satellite per l'osservazione della Terra                         |
| Cosmos 1907  | Zenit-8     | 1987-110A | 29 dicembre  | Soyuz-U 11A511U     | satellite da ricognizione                                        |

## 1988
| Designazione | Nome        | NSSDC ID  | Data         | Lanciatore          | Funzione                                                         |
| ------------ | ----------- | --------- | ------------ | ------------------- | ---------------------------------------------------------------- |
| Cosmos 1908  | Tselina-D   | 1988-001A | 6 gennaio    | Tsyklon-3 11K68     | satellite militare ELINT                                         |
| Cosmos 1909  | Strela-3    | 1988-002A | 15 gennaio   | Tsyklon-3 11K68     | satellite per telecomunicazioni militare                         |
| Cosmos 1910  | Strela-3    | 1988-002B | 15 gennaio   | Tsyklon-3 11K68     | satellite per telecomunicazioni militare                         |
| Cosmos 1911  | Strela-3    | 1988-002C | 15 gennaio   | Tsyklon-3 11K68     | satellite per telecomunicazioni militare                         |
| Cosmos 1912  | Strela-3    | 1988-002D | 15 gennaio   | Tsyklon-3 11K68     | satellite per telecomunicazioni militare                         |
| Cosmos 1913  | Strela-3    | 1988-002E | 15 gennaio   | Tsyklon-3 11K68     | satellite per telecomunicazioni militare                         |
| Cosmos 1914  | Strela-3    | 1988-002F | 15 gennaio   | Tsyklon-3 11K68     | satellite per telecomunicazioni militare                         |
| Cosmos 1915  | Zenit-8     | 1988-004A | 26 gennaio   | Soyuz-U 11A511U     | satellite da ricognizione                                        |
| Cosmos 1916  | Yantar-4K2  | 1988-007A | 3 febbraio   | Soyuz-U 11A511U     | satellite da ricognizione                                        |
| Cosmos 1917  | GLONASS     | 1988-009A | 17 febbraio  | Proton-K/DM-2 8K72K | Sistema satellitare globale di navigazione                       |
| Cosmos 1918  | GLONASS     | 1988-009B | 17 febbraio  | Proton-K/DM-2 8K72K | Sistema satellitare globale di navigazione                       |
| Cosmos 1919  | GLONASS     | 1988-009C | 17 febbraio  | Proton-K/DM-2 8K72K | Sistema satellitare globale di navigazione                       |
| Cosmos 1920  | Resurs-F1   | 1988-010A | 18 febbraio  | Soyuz-U 11A511U     | satellite per l'osservazione della Terra                         |
| Cosmos 1921  | Zenit-8     | 1988-011A | 19 febbraio  | Soyuz-U 11A511U     | satellite da ricognizione                                        |
| Cosmos 1922  | US-K        | 1988-013A | 26 febbraio  | Molniya-M 8K78M     | Missile early warning                                            |
| Cosmos 1923  | Zenit-8     | 1988-015A | 10 marzo     | Soyuz-U 11A511U     | satellite da ricognizione                                        |
| Cosmos 1924  | Strela-1M   | 1988-016A | 11 marzo     | Kosmos-3M 11K65M    | satellite per telecomunicazioni militare                         |
| Cosmos 1925  | Strela-1M   | 1988-016B | 11 marzo     | Kosmos-3M 11K65M    | satellite per telecomunicazioni militare                         |
| Cosmos 1926  | Strela-1M   | 1988-016C | 11 marzo     | Kosmos-3M 11K65M    | satellite per telecomunicazioni militare                         |
| Cosmos 1927  | Strela-1M   | 1988-016D | 11 marzo     | Kosmos-3M 11K65M    | satellite per telecomunicazioni militare                         |
| Cosmos 1928  | Strela-1M   | 1988-016E | 11 marzo     | Kosmos-3M 11K65M    | satellite per telecomunicazioni militare                         |
| Cosmos 1929  | Strela-1M   | 1988-016F | 11 marzo     | Kosmos-3M 11K65M    | satellite per telecomunicazioni militare                         |
| Cosmos 1930  | Strela-1M   | 1988-016G | 11 marzo     | Kosmos-3M 11K65M    | satellite per telecomunicazioni militare                         |
| Cosmos 1931  | Strela-1M   | 1988-016H | 11 marzo     | Kosmos-3M 11K65M    | satellite per telecomunicazioni militare                         |
| Cosmos 1932  | US-A        | 1988-019A | 14 marzo     | Tsyklon-2 11K69     | satellite da ricognizione                                        |
| Cosmos 1933  | Tselina-D   | 1988-020A | 15 marzo     | Tsyklon-3 11K68     | satellite militare ELINT                                         |
| Cosmos 1934  | Parus       | 1988-023A | 22 marzo     | Kosmos-3M 11K65M    | navigazione satellitare e telecomunicazioni satellitari militare |
| Cosmos 1935  | Yantar-4K2  | 1988-025A | 24 marzo     | Soyuz-U 11A511U     | satellite da ricognizione                                        |
| Cosmos 1936  | Yantar-4KS1 | 1988-027A | 30 marzo     | Soyuz-U 11A511U     | satellite da ricognizione                                        |
| Cosmos 1937  | Strela-2    | 1988-029A | 5 aprile     | Kosmos-3M 11K65M    | satellite per telecomunicazioni militare                         |
| Cosmos 1938  | Zenit-8     | 1988-030A | 11 aprile    | Soyuz-U 11A511U     | satellite da ricognizione                                        |
| Cosmos 1939  | Resurs-O1   | 1988-032A | 20 aprile    | Vostok-2M 8A92M     | satellite per l'osservazione della Terra                         |
| Cosmos 1940  | Geofizika   | 1988-034A | 26 aprile    | Proton-K/DM-2 8K72K | Missile early warning                                            |
| Cosmos 1941  | Zenit-8     | 1988-035A | 27 aprile    | Soyuz-U 11A511U     | satellite da ricognizione                                        |
| Cosmos 1942  | Yantar-4K2  | 1988-037A | 12 maggio    | Soyuz-U 11A511U     | satellite da ricognizione                                        |
| Cosmos 1943  | Tselina-2   | 1988-039A | 15 maggio    | Zenit-2 11K77       | satellite militare ELINT                                         |
| Cosmos 1944  | Yantar-1KFT | 1988-041A | 18 maggio    | Soyuz-U 11A511U     | satellite da ricognizione                                        |
| Cosmos 1945  | Zenit-8     | 1988-042A | 19 maggio    | Soyuz-U 11A511U     | satellite da ricognizione                                        |
| Cosmos 1946  | GLONASS     | 1988-043A | 21 maggio    | Proton-K/DM-2 8K72K | Sistema satellitare globale di navigazione                       |
| Cosmos 1947  | GLONASS     | 1988-043B | 21 maggio    | Proton-K/DM-2 8K72K | Sistema satellitare globale di navigazione                       |
| Cosmos 1948  | GLONASS     | 1988-043C | 21 maggio    | Proton-K/DM-2 8K72K | Sistema satellitare globale di navigazione                       |
| Cosmos 1949  | US-PM       | 1988-045A | 28 maggio    | Tsyklon-2 11K69     | satellite da ricognizione radar                                  |
| Cosmos 1950  | Geo-IK      | 1988-046A | 30 maggio    | Tsyklon-3 11K68     | Geodesia satellitare                                             |
| Cosmos 1951  | Resurs-F1   | 1988-047A | 31 maggio    | Soyuz-U 11A511U     | satellite per l'osservazione della Terra                         |
| Cosmos 1952  | Zenit-8     | 1988-049A | 11 giugno    | Soyuz-U 11A511U     | satellite da ricognizione                                        |
| Cosmos 1953  | Tselina-D   | 1988-050A | 14 giugno    | Tsyklon-3 11K68     | satellite militare ELINT                                         |
| Cosmos 1954  | Strela-2    | 1988-053A | 21 giugno    | Kosmos-3M 11K65M    | satellite per telecomunicazioni militare                         |
| Cosmos 1955  | Yantar-4K2  | 1988-054A | 22 giugno    | Soyuz-U 11A511U     | satellite da ricognizione                                        |
| Cosmos 1956  | Zenit-8     | 1988-055A | 23 giugno    | Soyuz-U 11A511U     | satellite da ricognizione                                        |
| Cosmos 1957  | Resurs-F1   | 1988-057A | 7 luglio     | Soyuz-U 11A511U     | satellite per l'osservazione della Terra                         |
| Cosmos 1958  | Taifun-1    | 1988-060A | 14 luglio    | Kosmos-3M 11K65M    | satellite bersaglio per sistemi antiaerei e antimissilistici     |
| Cosmos 1959  | Parus       | 1988-062A | 18 luglio    | Kosmos-3M 11K65M    | navigazione satellitare e telecomunicazioni satellitari militare |
| Cosmos 1960  | Romb        | 1988-065A | 28 luglio    | Kosmos-3M 11K65M    | satellite bersaglio per sistemi antiaerei e antimissilistici     |
| Cosmos 1961  | Potok       | 1988-066A | 1 agosto     | Proton-K/DM-2 8K72K | satellite per telecomunicazioni militare                         |
| Cosmos 1962  | Zenit-8     | 1988-068A | 8 agosto     | Soyuz-U 11A511U     | satellite da ricognizione                                        |
| Cosmos 1963  | Yantar-4K2  | 1988-070A | 16 agosto    | Soyuz-U 11A511U     | satellite da ricognizione                                        |
| Cosmos 1964  | Zenit-8     | 1988-072A | 23 agosto    | Soyuz-U 11A511U     | satellite da ricognizione                                        |
| Cosmos 1965  | Resurs-F2   | 1988-073A | 23 agosto    | Soyuz-U 11A511U     | satellite per l'osservazione della Terra                         |
| Cosmos 1966  | US-K        | 1988-076A | 30 agosto    | Molniya-M 8K78M     | Missile early warning                                            |
| Cosmos 1967  | Zenit-8     | 1988-079A | 6 settembre  | Soyuz-U 11A511U     | satellite da ricognizione                                        |
| Cosmos 1968  | Resurs-F1   | 1988-082A | 9 settembre  | Soyuz-U 11A511U     | satellite per l'osservazione della Terra                         |
| Cosmos 1969  | Yantar-4K2  | 1988-084A | 15 settembre | Soyuz-U 11A511U     | satellite da ricognizione                                        |
| Cosmos 1970  | GLONASS     | 1988-085A | 16 settembre | Proton-K/DM-2 8K72K | Sistema satellitare globale di navigazione                       |
| Cosmos 1971  | GLONASS     | 1988-085B | 16 settembre | Proton-K/DM-2 8K72K | Sistema satellitare globale di navigazione                       |
| Cosmos 1972  | GLONASS     | 1988-085C | 16 settembre | Proton-K/DM-2 8K72K | Sistema satellitare globale di navigazione                       |
| Cosmos 1973  | Zenit-8     | 1988-088A | 22 settembre | Soyuz-U 11A511U     | satellite da ricognizione                                        |
| Cosmos 1974  | US-K        | 1988-092A | 3 ottobre    | Molniya-M 8K78M     | Missile early warning                                            |
| Cosmos 1975  | Tselina-D   | 1988-093A | 11 ottobre   | Tsyklon-3 11K68     | satellite militare ELINT                                         |
| Cosmos 1976  | Zenit-8     | 1988-094A | 13 ottobre   | Soyuz-U 11A511U     | satellite da ricognizione                                        |
| Cosmos 1977  | US-K        | 1988-096A | 25 ottobre   | Molniya-M 8K78M     | Missile early warning                                            |
| Cosmos 1978  | Zenit-8     | 1988-097A | 27 ottobre   | Soyuz-U 11A511U     | satellite da ricognizione                                        |
| Cosmos 1979  | US-PM       | 1988-101A | 18 novembre  | Tsyklon-2 11K69     | satellite da ricognizione radar                                  |
| Cosmos 1980  | Tselina-2   | 1988-102A | 23 novembre  | Zenit-2 11K77       | satellite militare ELINT                                         |
| Cosmos 1981  | Zenit-8     | 1988-103A | 24 novembre  | Soyuz-U 11A511U     | satellite da ricognizione                                        |
| Cosmos 1982  | Zenit-8     | 1988-105A | 30 novembre  | Soyuz-U 11A511U     | satellite da ricognizione                                        |
| Cosmos 1983  | Zenit-8     | 1988-107A | 8 dicembre   | Soyuz-U 11A511U     | satellite da ricognizione                                        |
| Cosmos 1984  | Yantar-4K2  | 1988-110A | 16 dicembre  | Soyuz-U 11A511U     | satellite da ricognizione                                        |
| Cosmos 1985  | Koltso      | 1988-113A | 23 dicembre  | Tsyklon-3 11K68     | satellite bersaglio per radar                                    |
| Cosmos 1986  | Yantar-1KFT | 1988-116A | 29 dicembre  | Soyuz-U 11A511U     | satellite da ricognizione                                        |

## 1989
| Designazione | Nome        | NSSDC ID  | Data         | Lanciatore          | Funzione                                                         |
| ------------ | ----------- | --------- | ------------ | ------------------- | ---------------------------------------------------------------- |
| Cosmos 1987  | GLONASS     | 1989-001A | 10 gennaio   | Proton-K/DM-2 8K72K | Sistema satellitare globale di navigazione                       |
| Cosmos 1988  | GLONASS     | 1989-001B | 10 gennaio   | Proton-K/DM-2 8K72K | Sistema satellitare globale di navigazione                       |
| Cosmos 1989  | Etalon      | 1989-001C | 10 gennaio   | Proton-K/DM-2 8K72K | Geodesia satellitare per il sistema GLONASS                      |
| Cosmos 1990  | Resurs-F2   | 1989-002A | 12 gennaio   | Soyuz-U 11A511U     | satellite per l'osservazione della Terra                         |
| Cosmos 1991  | Zenit-8     | 1989-003A | 18 gennaio   | Soyuz-U 11A511U     | satellite da ricognizione                                        |
| Cosmos 1992  | Strela-2    | 1989-005A | 26 gennaio   | Kosmos-3M 11K65M    | satellite per telecomunicazioni militare                         |
| Cosmos 1993  | Yantar-4K2  | 1989-007A | 28 gennaio   | Soyuz-U 11A511U     | satellite da ricognizione                                        |
| Cosmos 1994  | Strela-3    | 1989-009A | 10 febbraio  | Tsyklon-3 11K68     | satellite per telecomunicazioni militare                         |
| Cosmos 1995  | Strela-3    | 1989-009B | 10 febbraio  | Tsyklon-3 11K68     | satellite per telecomunicazioni militare                         |
| Cosmos 1996  | Strela-3    | 1989-009C | 10 febbraio  | Tsyklon-3 11K68     | satellite per telecomunicazioni militare                         |
| Cosmos 1997  | Strela-3    | 1989-009D | 10 febbraio  | Tsyklon-3 11K68     | satellite per telecomunicazioni militare                         |
| Cosmos 1998  | Strela-3    | 1989-009E | 10 febbraio  | Tsyklon-3 11K68     | satellite per telecomunicazioni militare                         |
| Cosmos 1999  | Strela-3    | 1989-009F | 10 febbraio  | Tsyklon-3 11K68     | satellite per telecomunicazioni militare                         |
| Cosmos 2000  | Zenit-8     | 1989-010A | 10 febbraio  | Soyuz-U 11A511U     | satellite da ricognizione                                        |
| Cosmos 2001  | US-K        | 1989-011A | 14 febbraio  | Molniya-M 8K78M     | Missile early warning                                            |
| Cosmos 2002  | Duga-K      | 1989-012A | 14 febbraio  | Kosmos-3M 11K65M    |                                                                  |
| Cosmos 2003  | Zenit-8     | 1989-015A | 17 febbraio  | Soyuz-U 11A511U     | satellite da ricognizione                                        |
| Cosmos 2004  | Parus       | 1989-017A | 22 febbraio  | Kosmos-3M 11K65M    | navigazione satellitare e telecomunicazioni satellitari militare |
| Cosmos 2005  | Yantar-4K2  | 1989-019A | 2 marzo      | Soyuz-U 11A511U     | satellite da ricognizione                                        |
| Cosmos 2006  | Zenit-8     | 1989-022A | 16 marzo     | Soyuz-U 11A511U     | satellite da ricognizione                                        |
| Cosmos 2007  | Yantar-4KS1 | 1989-024A | 23 marzo     | Soyuz-U 11A511U     | satellite da ricognizione                                        |
| Cosmos 2008  | Strela-1M   | 1989-025A | 24 marzo     | Kosmos-3M 11K65M    | satellite per telecomunicazioni militare                         |
| Cosmos 2009  | Strela-1M   | 1989-025B | 24 marzo     | Kosmos-3M 11K65M    | satellite per telecomunicazioni militare                         |
| Cosmos 2010  | Strela-1M   | 1989-025C | 24 marzo     | Kosmos-3M 11K65M    | satellite per telecomunicazioni militare                         |
| Cosmos 2011  | Strela-1M   | 1989-025D | 24 marzo     | Kosmos-3M 11K65M    | satellite per telecomunicazioni militare                         |
| Cosmos 2012  | Strela-1M   | 1989-025E | 24 marzo     | Kosmos-3M 11K65M    | satellite per telecomunicazioni militare                         |
| Cosmos 2013  | Strela-1M   | 1989-025F | 24 marzo     | Kosmos-3M 11K65M    | satellite per telecomunicazioni militare                         |
| Cosmos 2014  | Strela-1M   | 1989-025G | 24 marzo     | Kosmos-3M 11K65M    | satellite per telecomunicazioni militare                         |
| Cosmos 2015  | Strela-1M   | 1989-025H | 24 marzo     | Kosmos-3M 11K65M    | satellite per telecomunicazioni militare                         |
| Cosmos 2016  | Parus       | 1989-028A | 4 aprile     | Kosmos-3M 11K65M    | navigazione satellitare e telecomunicazioni satellitari militare |
| Cosmos 2017  | Zenit-8     | 1989-029A | 6 aprile     | Soyuz-U 11A511U     | satellite da ricognizione                                        |
| Cosmos 2018  | Yantar-4K2  | 1989-031A | 20 aprile    | Soyuz-U 11A511U     | satellite da ricognizione                                        |
| Cosmos 2019  | Zenit-8     | 1989-034A | 5 maggio     | Soyuz-U 11A511U     | satellite da ricognizione                                        |
| Cosmos 2020  | Yantar-4K2  | 1989-036A | 17 maggio    | Soyuz-U 11A511U     | satellite da ricognizione                                        |
| Cosmos 2021  | Yantar-1KFT | 1989-037A | 24 maggio    | Soyuz-U 11A511U     | satellite da ricognizione                                        |
| Cosmos 2022  | GLONASS     | 1989-039A | 31 maggio    | Proton-K/DM-2 8K72K | Sistema satellitare globale di navigazione                       |
| Cosmos 2023  | GLONASS     | 1989-039B | 31 maggio    | Proton-K/DM-2 8K72K | Sistema satellitare globale di navigazione                       |
| Cosmos 2024  | Etalon      | 1989-039C | 31 maggio    | Proton-K/DM-2 8K72K | Geodesia satellitare per il sistema GLONASS                      |
| Cosmos 2025  | Zenit-8     | 1989-040A | 1 giugno     | Soyuz-U 11A511U     | satellite da ricognizione                                        |
| Cosmos 2026  | Parus       | 1989-042A | 7 giugno     | Kosmos-3M 11K65M    | navigazione satellitare e telecomunicazioni satellitari militare |
| Cosmos 2027  | Taifun-1    | 1989-045A | 14 giugno    | Kosmos-3M 11K65M    | satellite bersaglio per sistemi antiaerei e antimissilistici     |
| Cosmos 2028  | Zenit-8     | 1989-047A | 16 giugno    | Soyuz-U 11A511U     | satellite da ricognizione                                        |
| Cosmos 2029  | Zenit-8     | 1989-051A | 5 luglio     | Soyuz-U 11A511U     | satellite da ricognizione                                        |
| Cosmos 2030  | Yantar-4K2  | 1989-054A | 12 luglio    | Soyuz-U 11A511U     | satellite da ricognizione                                        |
| Cosmos 2031  | Orlets-1    | 1989-056A | 18 luglio    | Soyuz-U2 11A511U2   | satellite da ricognizione                                        |
| Cosmos 2032  | Zenit-8     | 1989-057A | 20 luglio    | Soyuz-U 11A511U     | satellite da ricognizione                                        |
| Cosmos 2033  | US-PM       | 1989-058A | 24 luglio    | Tsyklon-2 11K69     | satellite da ricognizione radar                                  |
| Cosmos 2034  | Parus       | 1989-059A | 25 luglio    | Kosmos-3M 11K65M    | navigazione satellitare e telecomunicazioni satellitari militare |
| Cosmos 2035  | Zenit-8     | 1989-060A | 2 agosto     | Soyuz-U 11A511U     | satellite da ricognizione                                        |
| Cosmos 2036  | Zenit-8     | 1989-065A | 22 agosto    | Soyuz-U 11A511U     | satellite da ricognizione                                        |
| Cosmos 2037  | Geo-IK      | 1989-068A | 28 agosto    | Tsyklon-3 11K68     | Geodesia satellitare                                             |
| Cosmos 2038  | Strela-3    | 1989-074A | 14 settembre | Tsyklon-3 11K68     | satellite per telecomunicazioni militare                         |
| Cosmos 2039  | Strela-3    | 1989-074B | 14 settembre | Tsyklon-3 11K68     | satellite per telecomunicazioni militare                         |
| Cosmos 2040  | Strela-3    | 1989-074C | 14 settembre | Tsyklon-3 11K68     | satellite per telecomunicazioni militare                         |
| Cosmos 2041  | Strela-3    | 1989-074D | 14 settembre | Tsyklon-3 11K68     | satellite per telecomunicazioni militare                         |
| Cosmos 2042  | Strela-3    | 1989-074E | 14 settembre | Tsyklon-3 11K68     | satellite per telecomunicazioni militare                         |
| Cosmos 2043  | Strela-3    | 1989-074F | 14 settembre | Tsyklon-3 11K68     | satellite per telecomunicazioni militare                         |
| Cosmos 2044  | Bion        |           | 15 settembre | Soyuz-U 11A511U     | satellite scientifico                                            |
| Cosmos 2045  | Zenit-8     | 1989-076A | 22 settembre | Soyuz-U 11A511U     | satellite da ricognizione                                        |
| Cosmos 2046  | US-PM       | 1989-079A | 27 settembre | Tsyklon-2 11K69     | satellite da ricognizione radar                                  |
| Cosmos 2047  | Yantar-4K2  | 1989-082A | 3 ottobre    | Soyuz-U 11A511U     | satellite da ricognizione                                        |
| Cosmos 2048  | Zenit-8     | 1989-083A | 17 ottobre   | Soyuz-U 11A511U     | satellite da ricognizione                                        |
| Cosmos 2049  | Yantar-4KS1 | 1989-088A | 17 novembre  | Soyuz-U 11A511U     | satellite da ricognizione                                        |
| Cosmos 2050  | US-K        | 1989-091A | 23 novembre  | Molniya-M 8K78M     | Missile early warning                                            |
| Cosmos 2051  | US-PM       | 1989-092A | 24 novembre  | Tsyklon-2 11K69     | satellite da ricognizione radar                                  |
| Cosmos 2052  | Yantar-4K2  | 1989-095A | 30 novembre  | Soyuz-U 11A511U     | satellite da ricognizione                                        |
| Cosmos 2053  | Koltso      | 1989-100A | 27 dicembre  | Tsyklon-3 11K68     | satellite bersaglio per radar                                    |
| Cosmos 2054  | Luch        | 1989-101A | 27 dicembre  | Proton-K/DM-2 8K72K | satellite militare per telecomunicazioni                         |

## 1990
| Designazione | Nome        | NSSDC ID  | Data         | Lanciatore          | Funzione                                                         |
| ------------ | ----------- | --------- | ------------ | ------------------- | ---------------------------------------------------------------- |
| Cosmos 2055  | Zenit-8     | 1990-003A | 17 gennaio   | Soyuz-U 11A511U     | satellite da ricognizione                                        |
| Cosmos 2056  | Strela-2    | 1990-004A | 18 gennaio   | Kosmos-3M 11K65M    | satellite per telecomunicazioni militare                         |
| Cosmos 2057  | Yantar-4K2  | 1990-009A | 25 gennaio   | Soyuz-U 11A511U     | satellite da ricognizione                                        |
| Cosmos 2058  | Tselina-R   | 1990-010A | 30 gennaio   | Tsyklon-3 11K68     | satellite militare ELINT                                         |
| Cosmos 2059  | Duga-K      | 1990-012A | 6 febbraio   | Kosmos-3M 11K65M    |                                                                  |
| Cosmos 2060  | US-PM       | 1990-022A | 14 marzo     | Tsyklon-2 11K69     | satellite da ricognizione radar                                  |
| Cosmos 2061  | Parus       | 1990-023A | 20 marzo     | Kosmos-3M 11K65M    | navigazione satellitare e telecomunicazioni satellitari militare |
| Cosmos 2062  | Zenit-8     | 1990-024A | 22 marzo     | Soyuz-U 11A511U     | satellite da ricognizione                                        |
| Cosmos 2063  | US-K        | 1990-026A | 27 marzo     | Molniya-M 8K78M     | Missile early warning                                            |
| Cosmos 2064  | Strela-1M   | 1990-029A | 6 aprile     | Kosmos-3M 11K65M    | satellite per telecomunicazioni militare                         |
| Cosmos 2065  | Strela-1M   | 1990-029B | 6 aprile     | Kosmos-3M 11K65M    | satellite per telecomunicazioni militare                         |
| Cosmos 2066  | Strela-1M   | 1990-029C | 6 aprile     | Kosmos-3M 11K65M    | satellite per telecomunicazioni militare                         |
| Cosmos 2067  | Strela-1M   | 1990-029D | 6 aprile     | Kosmos-3M 11K65M    | satellite per telecomunicazioni militare                         |
| Cosmos 2068  | Strela-1M   | 1990-029E | 6 aprile     | Kosmos-3M 11K65M    | satellite per telecomunicazioni militare                         |
| Cosmos 2069  | Strela-1M   | 1990-029F | 6 aprile     | Kosmos-3M 11K65M    | satellite per telecomunicazioni militare                         |
| Cosmos 2070  | Strela-1M   | 1990-029G | 6 aprile     | Kosmos-3M 11K65M    | satellite per telecomunicazioni militare                         |
| Cosmos 2071  | Strela-1M   | 1990-029H | 6 aprile     | Kosmos-3M 11K65M    | satellite per telecomunicazioni militare                         |
| Cosmos 2072  | Yantar-4KS1 | 1990-033A | 13 aprile    | Soyuz-U 11A511U     | satellite da ricognizione                                        |
| Cosmos 2073  | Zenit-8     | 1990-035A | 17 aprile    | Soyuz-U 11A511U     | satellite da ricognizione                                        |
| Cosmos 2074  | Parus       | 1990-036A | 20 aprile    | Kosmos-3M 11K65M    | navigazione satellitare e telecomunicazioni satellitari militare |
| Cosmos 2075  | Romb        | 1990-038A | 25 aprile    | Kosmos-3M 11K65M    | satellite bersaglio per sistemi antiaerei e antimissilistici     |
| Cosmos 2076  | US-K        | 1990-040A | 28 aprile    | Molniya-M 8K78M     | Missile early warning                                            |
| Cosmos 2077  | Yantar-4K2  | 1990-042A | 7 maggio     | Soyuz-U 11A511U     | satellite da ricognizione                                        |
| Cosmos 2078  | Yantar-1KFT | 1990-044A | 15 maggio    | Soyuz-U 11A511U     | satellite da ricognizione                                        |
| Cosmos 2079  | GLONASS     | 1990-045A | 19 maggio    | Proton-K/DM-2 8K72K | Sistema satellitare globale di navigazione                       |
| Cosmos 2080  | GLONASS     | 1990-045B | 19 maggio    | Proton-K/DM-2 8K72K | Sistema satellitare globale di navigazione                       |
| Cosmos 2081  | GLONASS     | 1990-045C | 19 maggio    | Proton-K/DM-2 8K72K | Sistema satellitare globale di navigazione                       |
| Cosmos 2082  | Tselina-2   | 1990-046A | 22 maggio    | Zenit-2 11K77       | satellite militare ELINT                                         |
| Cosmos 2083  | Zenit-8     | 1990-053A | 19 giugno    | Soyuz-U 11A511U     | satellite da ricognizione                                        |
| Cosmos 2084  | US-K        | 1990-055A | 21 giugno    | Molniya-M 8K78M     | Missile early warning                                            |
| Cosmos 2085  | Potok       | 1990-061A | 18 luglio    | Proton-K/DM-2 8K72K | satellite per telecomunicazioni militare                         |
| Cosmos 2086  | Zenit-8     | 1990-062A | 20 luglio    | Soyuz-U 11A511U     | satellite da ricognizione                                        |
| Cosmos 2087  | US-K        | 1990-064A | 25 luglio    | Molniya-M 8K78M     | Missile early warning                                            |
| Cosmos 2088  | Geo-IK      | 1990-066A | 30 luglio    | Tsyklon-3 11K68     | Geodesia satellitare                                             |
| Cosmos 2089  | Yantar-4K2  | 1990-069A | 3 agosto     | Soyuz-U 11A511U     | satellite da ricognizione                                        |
| Cosmos 2090  | Strela-3    | 1990-070A | 8 agosto     | Tsyklon-3 11K68     | satellite per telecomunicazioni militare                         |
| Cosmos 2091  | Strela-3    | 1990-070B | 8 agosto     | Tsyklon-3 11K68     | satellite per telecomunicazioni militare                         |
| Cosmos 2092  | Strela-3    | 1990-070C | 8 agosto     | Tsyklon-3 11K68     | satellite per telecomunicazioni militare                         |
| Cosmos 2093  | Strela-3    | 1990-070D | 8 agosto     | Tsyklon-3 11K68     | satellite per telecomunicazioni militare                         |
| Cosmos 2094  | Strela-3    | 1990-070E | 8 agosto     | Tsyklon-3 11K68     | satellite per telecomunicazioni militare                         |
| Cosmos 2095  | Strela-3    | 1990-070F | 8 agosto     | Tsyklon-3 11K68     | satellite per telecomunicazioni militare                         |
| Cosmos 2096  | US-PM       | 1990-075A | 23 agosto    | Tsyklon-2 11K69     | satellite da ricognizione radar                                  |
| Cosmos 2097  | US-K        | 1990-076A | 28 agosto    | Molniya-M 8K78M     | Missile early warning                                            |
| Cosmos 2098  | Taifun-1    | 1990-078A | 28 agosto    | Kosmos-3M 11K65M    | satellite bersaglio per sistemi antiaerei e antimissilistici     |
| Cosmos 2099  | Zenit-8     | 1990-080A | 31 agosto    | Soyuz-U 11A511U     | satellite da ricognizione                                        |
| Cosmos 2100  | Parus       | 1990-083A | 14 settembre | Kosmos-3M 11K65M    | navigazione satellitare e telecomunicazioni satellitari militare |
| Cosmos 2101  | Orlets-1    | 1990-087A | 1 ottobre    | Soyuz-U2 11A511U2   | satellite da ricognizione                                        |
| Cosmos 2102  | Yantar-4K2  | 1990-092A | 16 ottobre   | Soyuz-U 11A511U     | satellite da ricognizione                                        |
| Cosmos 2103  | US-PM       | 1990-096A | 14 novembre  | Tsyklon-2 11K69     | satellite da ricognizione radar                                  |
| Cosmos 2104  | Zenit-8     | 1990-098A | 16 novembre  | Soyuz-U 11A511U     | satellite da ricognizione                                        |
| Cosmos 2105  | US-K        | 1990-099A | 20 novembre  | Molniya-M 8K78M     | Missile early warning                                            |
| Cosmos 2106  | Koltso      | 1990-104A | 28 novembre  | Tsyklon-3 11K68     | satellite bersaglio per radar                                    |
| Cosmos 2107  | US-PM       | 1990-108A | 4 dicembre   | Tsyklon-2 11K69     | satellite da ricognizione radar                                  |
| Cosmos 2108  | Yantar-4K2  | 1990-109A | 4 dicembre   | Soyuz-U 11A511U     | satellite da ricognizione                                        |
| Cosmos 2109  | GLONASS     | 1990-110A | 8 dicembre   | Proton-K/DM-2 8K72K | Sistema satellitare globale di navigazione                       |
| Cosmos 2110  | GLONASS     | 1990-110B | 8 dicembre   | Proton-K/DM-2 8K72K | Sistema satellitare globale di navigazione                       |
| Cosmos 2111  | GLONASS     | 1990-110C | 8 dicembre   | Proton-K/DM-2 8K72K | Sistema satellitare globale di navigazione                       |
| Cosmos 2112  | Strela-2    | 1990-111A | 10 dicembre  | Kosmos-3M 11K65M    | satellite per telecomunicazioni militare                         |
| Cosmos 2113  | Yantar-4KS1 | 1990-113A | 21 dicembre  | Soyuz-U 11A511U     | satellite da ricognizione                                        |
| Cosmos 2114  | Strela-3    | 1990-114A | 22 dicembre  | Tsyklon-3 11K68     | satellite per telecomunicazioni militare                         |
| Cosmos 2115  | Strela-3    | 1990-114B | 22 dicembre  | Tsyklon-3 11K68     | satellite per telecomunicazioni militare                         |
| Cosmos 2116  | Strela-3    | 1990-114C | 22 dicembre  | Tsyklon-3 11K68     | satellite per telecomunicazioni militare                         |
| Cosmos 2117  | Strela-3    | 1990-114D | 22 dicembre  | Tsyklon-3 11K68     | satellite per telecomunicazioni militare                         |
| Cosmos 2118  | Strela-3    | 1990-114E | 22 dicembre  | Tsyklon-3 11K68     | satellite per telecomunicazioni militare                         |
| Cosmos 2119  | Strela-3    | 1990-114F | 22 dicembre  | Tsyklon-3 11K68     | satellite per telecomunicazioni militare                         |
| Cosmos 2120  | Zenit-8     | 1990-115A | 26 dicembre  | Soyuz-U 11A511U     | satellite da ricognizione                                        |